# Бышовец, Анатолий Фёдорович
Анато́лий Фёдорович Бы́шовец (укр. Анатолій Федорович Бишовець; род. 23 апреля 1946, Киев, Украинская ССР, СССР) — советский футболист, выступавший на позиции нападающего, в дальнейшем советский и российский тренер. Заслуженный мастер спорта СССР (10.09.1991). Заслуженный тренер СССР (1989). За десять лет своей игровой карьеры в составе киевского «Динамо» четырежды становился чемпионом СССР в 1966—1968 и 1971 годах, а также завоёвывал Кубок СССР в 1966 году. Шесть раз попадал в список 33 лучших футболистов СССР.
Был тренером юношеской, олимпийской и основной сборных СССР: в 1988 году под его руководством советская сборная выиграла Олимпийские игры в Сеуле, обыграв в финале сборную Бразилии. В дальнейшем работал с рядом отечественных клубов — московскими «Динамо» и «Локомотивом», петербургским «Зенитом», «Томью», а также с зарубежными командами, среди которых были донецкий «Шахтёр», португальский «Маритиму», лимасольский АЕЛ, основная и олимпийская сборные Южной Кореи. В 1998 году некоторое время был главным тренером сборной России, но установил абсолютный антирекорд по результатам работы в сборной, проиграв все шесть матчей, после чего был отправлен в отставку. С 2017 года входит в Технический комитет Российского футбольного союза.

## Ранние годы
Анатолий Фёдорович Бышовец родился 23 апреля 1946 года в Киеве. Коренной киевлянин, проживал в районе «Сахарка» на окраине Киева. Рано потерял отца, мать растила его с 15-летним (на момент смерти отца) братом одна, получая как служащая чуть больше ста рублей зарплаты и 40 рублей пенсии по потере кормильца. Анатолий окончил киевскую школу № 144: в школе он особенно любил уроки литературы. Занимался баскетболом, волейболом, боксом и плаванием, дома тренировался с помощью гантелей. Проживал рядом с Киевским инженерно-строительным институтом; неподалёку от дома Бышовцев находилось футбольное поле.
В большой футбол Анатолий пришёл по совету друга в 1957 году: он был включён в группу новичков школы «Юный динамовец». Его первыми тренерами стали Николай Павлович Мельниченко и Николай Фёдорович Фоминых. Мать прятала кеды, чтобы Анатолий не уходил на стадион. По воспоминаниям современников, Анатолий отрабатывал удары с лёта под присмотром своего старшего товарища Анатолия Линника и нередко попадал мячом в чужие машины. Летом тренировался на гандбольной площадке около Киевского инженерно-строительного института. Ещё учеником школы «Динамо», на одном из товарищеских матчей сборной СССР Анатолий вручал цветы Валентину Бубукину.

## Клубная карьера
Всю свою карьеру Анатолий Бышовец провёл в составе киевского «Динамо», где играл с 1963 по 1973 год. В дублирующий состав он попал в 1963 году, в 1964 году впервые оказался в основном составе, а через три года стал постоянным игроком основного состава. Учеником 11-го класса, играя в «Динамо», он получал 55 рублей, которых едва хватало на содержание семьи, но с учётом пособия по потере кормильца, которое получала мать, они отчасти спасали семью. Бышовец выступал в тройке форвардов с Анатолием Пузачом и Виталием Хмельницким: Пузач в те времена был универсальным нападающим, а Хмельницкий обладал отличной техникой. Среди известных одноклубников Бышовца, с которыми ему доводилось играть, были Юрий Войнов, Вячеслав Семёнов, Евгений Рудаков, Виктор Банников, Владимир Мунтян, Йожеф Сабо, Вадим Соснихин, Виктор Серебряников и Владимир Трошкин. Также он был знаком с Макаром Гончаренко: до прихода Олега Блохина Бышовец и Гончаренко были рекордсменами в составе киевского «Динамо» по забитым голам.
Бышовец играл под руководством Виктора Маслова, который привил киевскому клубу тактическую расстановку 4-4-2, сделав особую ставку на среднюю линию: он же учил команду «презирать размен игроков» и выступал за идею зональной защиты, а не персональной опеки. Маслов поддерживал жёсткую дисциплину в команде, хотя на первых порах не мог найти общего языка с лидерами и даже добился того, что в 1964 году из команды ушёл ряд ведущих игроков во главе с Валерием Лобановским. По воспоминаниям Бышовца, Маслов казался лишь внешне суровым человеком, поскольку на самом деле был ранимым и сентиментальным. Иногда Виктор Александрович организовывал чаепития с игроками перед матчами, обсуждая как футбол, так и нефутбольные дела, а в некоторых случаях после удачных матчей угощал игроков мускатным шампанским; не имея высшего физкультурно-педагогического образования, он при этом сумел построить команду, одержавшую в дальнейшем серию важных побед. В том же 1964 году киевское «Динамо» выиграло Кубок СССР, победив в финале со счётом 1:0 «Крылья Советов» из Куйбышева, хотя сам Бышовец на поле не выходил. В 1965 году Бышовцем заинтересовался московский «Спартак», направивший в Киев своих представителей, однако киевляне отказались продавать игрока. Спустя два года Константин Бесков пригласил Бышовца к себе домой и безуспешно пытался убедить его перейти в московское «Динамо». Позже Бышовец объяснял, что всякий раз, когда какой-либо клуб начинал вести переговоры по его кандидатуре, киевляне оперативно разрешали любые бытовые проблемы игрока, чтобы он не ушёл из команды. Вместе с тем Бышовец нередко ругался с Масловым из-за мельчайших проблем.
В 1966 году Бышовец впервые сыграл в финале Кубка СССР, в котором его команда обыграла московское «Торпедо»: на первой минуте Бышовец с центра поля совершил сольный проход и забил гол в ворота Анзора Кавазашвили. При этом в 1966 году именно Маслов в связи с отправкой ряда игроков сборной СССР на чемпионат мира в Англии позволил группе молодых игроков вместе с Бышовцем выходить на матче в стартовом составе и дал им шанс в нём закрепиться. В том же году он выиграл первый титул чемпиона СССР с киевским «Динамо», что положило начало серии из трёх побед подряд (1966, 1967 и 1968), а четвёртую победу в чемпионате СССР он одержал в 1971 году. Перед последним туром чемпионата СССР Бышовец с девятнадцатью мячами был на первом месте в гонке бомбардиров, однако на игру последнего тура не был заявлен, а в параллельном матче тбилисского «Динамо» и кутаисского «Торпедо» его обогнал по забитым мячами Илья Датунашвили, забивший трижды.
В первом раунде Кубка европейских чемпионов сезона 1967/1968 киевское «Динамо» встречалось с действовавшим победителем турнира, шотландским «Селтиком». В первом матче Анатолий Бышовец отдал голевую передачу на Анатолия Пузача, который забил первый «динамовский» гол в противостоянии с шотландцами, а затем забил и второй гол, что принесло киевлянам победу 2:1. Ответная встреча в Киеве завершилась вничью (1:1), а Бышовец забил свой второй гол в этом противостоянии; киевляне прошли дальше. Во втором раунде команда с тем же счётом по сумме двух встреч проиграла польскому «Гурнику» из Забже; в одной из встреч Бышовец в борьбе против одного из защитников принял мяч и ушёл от опекавшего его игрока, однако тот прыгнул двумя ногами сзади и нанёс Бышовцу травму. По словам Бышовца, у него тогда вылетел мениск, а сфолившего защитника громко отчитал за нанесение травмы игравший на поле Влодзимеж Любаньский. В 1969 году киевское «Динамо» упустило титул чемпиона СССР, проиграв московскому «Спартаку» 0:1 из-за гола Николая Осянина, и стало только вторым после «спартаковцев». Одним из знаменательных матчей в карьере Бышовца на клубном уровне стал матч 12 ноября 1969 года во втором раунде Кубка европейских чемпионов против «Фиорентины»: игру Бышовца высоко оценили и советские, и итальянские специалисты, хотя «динамовцы» проиграли 1:2. Бышовца в том матче закрывал Джузеппе Брици. В предыдущем раунде «динамовцы» обыграли «Аустрию», причём один из голов в том противостоянии забил Бышовец, приняв мяч на грудь и затем отправив его в ближнюю «девятку», — о забитом голе высоко отзывался Андрей Старостин, отмечая динамику, тактику и исполнение удара.
В феврале 1972 года Бышовец стал фигурантом серьёзного скандала: киевское «Динамо» отправилось в Европу, где должно было сыграть несколько товарищеских матчей. Как выяснилось по прибытии в Вену, Анатолий Бышовец и Виталий Хмельницкий провезли за границу сумму в 3,7 тысяч долларов США, чтобы купить через посольство автомобиль. Бышовец рассказывал заместителю главы делегации киевского «Динамо», работавшему в КГБ, что с Хмельницким собирал деньги в зарубежных поездках клуба и сборной СССР, когда игрокам выдавали суточные в валюте. Бышовец также заявил, что полностью осознаёт то, что подобные действия незаконны, и выразил готовность сдать деньги в посольство. Когда резидентура КГБ в Вене доложила советскому посольству в Австрии о случившемся, посол потребовал, чтобы Бышовец и Хмельницкий немедленно сдали деньги. КГБ СССР в качестве компенсации выдало обоим игрокам «фототелекс» — гарантийное письмо, по которому они могли приобрести любые товары на территории СССР. О скандале было решено не говорить команде, чтобы уберечь её от наказания со стороны руководства клуба.
Всего в чемпионатах СССР Бышовец провёл 139 матчей и забил 49 голов. В списке 33 лучших игроков он впервые оказался в 1966 году, а всего попадал туда шесть раз с 1966 по 1971 год (из них на первой позиции оказывался в 1966, 1969 и 1971 годах). Причиной раннего завершения карьеры стали многочисленные травмы и три перенесённые операции на голеностопе: с 1966 по 1972 годы Бышовец пропустил 102 матча чемпионата СССР из 134, причём около 70 % были пропущены из-за травм и их последствий. Виктор Маслов ещё в начале карьеры Бышовца прочил ему большое будущее, однако предсказал, что тот слишком рано завершит карьеру из-за того, что «защитники забьют его». Свой последний матч Бышовец провёл 29 мая 1973 года против ростовского СКА, выйдя на замену.

## Карьера в сборной

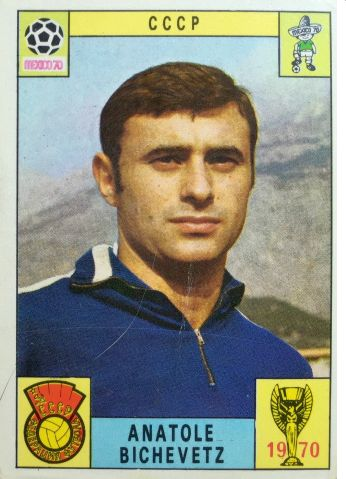
Лучший бомбардир сборной СССР на чемпионате мира 1970 года

В составе молодёжной сборной СССР Бышовец выступал в 1964 году на турнире в итальянском Сан-Ремо и получил приз лучшего центрального нападающего турнира. Он дебютировал за основную сборную 16 октября 1966 года в Москве в товарищеском матче против Турции (поражение 0:2). Изначально он отказывался носить мячи после тренировки, считая это зазорным, однако пересмотрел своё отношение к этому, когда посмотрел на других игроков сборной, которые могли заниматься абсолютно любым трудом. По словам Бышовца, игроки сборной получали ставку до 160 рублей ежемесячно. 23 октября он провёл вторую в карьере встречу за сборную против команды ГДР, завершившуюся ничьей 2:2, — это был прощальный матч чемпиона Европы 1960 года Виктора Понедельника, который к тому же передал Бышовцу свою футболку. 1 ноября Бышовец провёл в Милане на стадионе «Сан-Сиро» матч против Италии: его в том матче жёстко опекал Тарчизио Бурньич, вследствие чего первые 15 минут Бышовец не мог войти в игру из-за дефицита времени и пространства, а также постоянной игры на грани фола. Игра завершилась поражением сборной СССР 0:1, но открыла для Бышовца футбол с другой стороны.
Перед товарищеской игрой со сборной Франции 3 июня 1967 года футболистам сборной СССР было предложено выйти на поле в бутсах Adidas. По признанию Бышовца, одна нога у него была больше другой, поэтому найти подходящую пару бутс было проблематично. В итоге представители Adidas, среди которых был и знаменитый экс-голкипер сборной Франции Франсуа Реметтер, предложили Бышовцу сперва одну тысячу франков, а потом подняли предложение до трёх тысяч. Деньги Бышовец брать отказывался и попросил нарисовать на своих киевских бутсах три полосы белой краской, что позволило найти выход из положения. Бышовец в итоге был признан лучшим игроком встречи, забил гол (СССР победил 4:2), а на предложение забрать все три тысячи франков Бышовец ответил отказом, взяв «не больше, чем все». Вскоре Adidas и вовсе предложил Бышовцу индивидуальный контракт. Через неделю, 11 июня в матче против сборной Австрии (победа 4:3) 21-летний Бышовец забил один из самых красивых мячей в своей карьере, поразив ворота с подачи Валерия Воронина ударом «боковыми ножницами» — этот гол был признан лучшим голом года в Европе. По словам Бышовца, он уверенно чувствовал себя в одном составе сборной с Эдуардом Стрельцовым и Игорем Численко.
Игра 31 октября 1967 года в Афинах против Греции в рамках отбора на чемпионат Европы 1968 года освещалась в советской прессе скудно из-за того, что у власти в Греции стояли антикоммунистически настроенные «чёрные полковники», и в прессе преимущественно публиковались статьи против их режима. Бышовец в том матче находился на скамье запасных, но спустя много лет российским журналистам во главе с Акселем Вартаняном впервые рассказал о той игре: по его словам, команда провела установку на игру в советском посольстве из-за риска того, что номера в гостинице могли прослушиваться; на стадион они ехали в полицейском автобусе с железными решётками на окнах, а по ходу матча греки, пользуясь достаточно либеральным судейством Готтфрида Динста, играли грубо и жёстко. Тем не менее единственный в матче гол Эдуарда Малофеева помог команде одержать трудную победу и выйти в финальный этап чемпионата Европы. В конце года 16 декабря в Сантьяго в матче против Чили советская сборная победила со счётом 4:1, а Эдуард Стрельцов оформил хет-трик благодаря голевым передачам Бышовца.
11 мая 1968 года Бышовец играл в ответном матче четвертьфинала чемпионата Европы 1968 года, когда сборная СССР после гостевого поражения от Венгрии 4 мая (0:2) через неделю взяла убедительный реванш со счётом 3:0 и по сумме двух матчей вышла в полуфинал чемпионата Европы; в ответной встрече Бышовец забил третий гол с передачи Игоря Численко. По словам Бышовца, на организованном после первого матча банкете венгры разговаривали с советской командой свысока, а после ответного матча на банкете в «Метрополе» выглядели крайне подавленными. По просьбе Численко игроки советской сборной предложили венграм выпить, помимо вина, «кое-что более крепкое»: после этого матча игроки обеих сборных подружились. Бышовец также был участником финального этапа чемпионата Европы: в полуфинале против Италии 5 июня счёт не был открыт ни в основное, ни в дополнительное время, и только путём жребия в виде бросания монетки Италия вышла в финал. Стоявший на воротах Дино Дзофф позже говорил, что не помнил игру советской команды в целом, но хорошо помнил выступления Бышовца. 8 июня советская команда проиграла Англии матч за 3-е место со счётом 0:2 и заняла итоговое 4-е место: в том матче Бышовцу приходилось бороться против Нобби Стайлза, который постоянно бил нападающих сзади и нередко подкатывался двумя ногами, из-за чего Бышовец даже задавался вопросом, какое повреждение он рискует получить больше при игре против Стайлза — травму колена или травму ахилла. Через год, 22 октября 1969 года Бышовец провёл в Москве матч против Северной Ирландии (победа 2:0), в котором забил гол после комбинации с участием Альберта Шестернёва и Виктора Серебряникова: на 79-й минуте первый отдал мяч в широкий коридор на рывок второму, второй вошёл в штрафную справа и послал мяч вдаль ворот, а Бышовец, бежавший параллельно по центру, вбил мяч под перекладину с нескольких шагов. Примечательно, что в московском матче, в отличие от игры в Белфасте, так и не сыграл легендарный нападающий Джордж Бест. Североирландская пресса после двухматчевого противостояния окрестила Бышовца «русским Джорджем Бестом».
Бышовец также участвовал в играх чемпионата мира 1970 года, где с четырьмя мячами стал лучшим бомбардиром сборной СССР (столько же забил Пеле на турнире) и даже попал в некую символическую сборную турнира, однако лучшим игроком советской сборной по итогам турнира так и не стал — этой чести удостоился Альберт Шестернёв. Накануне турнира у него случился конфликт с тренером сборной Гавриилом Качалиным: вымотанный многочисленными перелётами сборной по Южной Америке из-за необходимости проводить спарринги, Бышовец повздорил с Качалиным накануне матча в Эквадоре против местной команды «Депортиво Университарио». Позже он объяснил «на пониженных тонах», что у него нет вдохновения, вследствие чего наблюдается психологический спад. Качалин разрешил Бышовцу тренироваться по индивидуальной программе, и конфликт был исчерпан. В стартовом матче группового этапа, состоявшемся 31 мая против хозяев турнира, сборной Мексики, советская команда сыграла вничью 0:0, и Бышовцу досталось на собрании команды от тренерского штаба. 6 июня, в матче второго тура группового этапа против сборной Бельгии, Бышовец забил дважды, причём один из голов он забил, получив мяч на углу штрафной площадки и при этом стоя спиной к воротам, после чего пробил с разворота в ближнюю «девятку». Позже этот гол был показан в документальном фильме «100 лучших голов чемпионатов мира». По словам Бышовца, по окончании чемпионата мира в Мексике ему, как вошедшему в символическую сборную чемпионата мира, поставили некий импровизированный памятник у стадиона «Ацтека».
Последней игрой для Бышовца стала встреча 6 июля 1972 года против Португалии (поражение 0:1). Всего за сборную СССР Бышовец провёл 39 официальных матчей (плюс неофициальная игра против сборной Скандинавии 20 июня 1967 года, ничья 2:2) и забил 15 голов, получив всего одну жёлтую карточку.

## Стиль игры
Анатолий Бышовец изначально играл на позиции инсайда (между крайним и центральным нападающими) при схеме 3-2-5, но позже Виктор Маслов перевёл его на позицию центрфорварда. Бышовец выделялся на поле за счёт индивидуальных качеств: был высокотехничен, часто применял обманные приёмы, тяготел к самостоятельному обыгрыванию соперника. Как капитан команды, он забивал больше всех и был склонен к индивидуализму. В плане антропометрических данных отмечалось, что его левая нога длиннее правой на 1 см, а сам Анатолий Фёдорович говорил, что у него также была деформация косточки в левой ноге, вследствие чего ему пришлось надевать бутсы разного размера. По собственным словам, Бышовец стремился играть для зрителей, поэтому пытался при первой возможности сделать какой-нибудь оригинальный ход — ударить в падении, переиграть противника или даже перебросить мяч через защитника, хотя для него был важен и результат. Пресса 1960-х отмечала самобытность Бышовца, который передвигался по полю «как бы с ленцой, без полной выкладки сил», но мог в нужный момент «взорваться» энергией и с помощью ряда «отточенных финтов» прорвать оборону противника. Сам Бышовец говорил, что на его игру наибольшее влияние оказал Эдуард Стрельцов. Впрочем, как показала практика, хороший дриблинг Бышовца оборачивался крайне грубой игрой защиты против него, которая часто заканчивалась нанесением травмы игроку.
Отдавая должное таланту Бышовца, его техничности и умению наносить удары, журналисты критиковали игрока за чрезмерную склонность к индивидуализму — подобные проблемы появились ещё во время его обучения в школе «Динамо», когда тренеры грозились выгнать Анатолия из школы за чрезмерный эгоизм. Так, Дэви Аркадьев в выпуске газеты «Комсомольское знамя» от 16 мая 1966 года писал, что Бышовец не желал отдавать мяч партнёрам даже в той ситуации, когда выгоднее было бы сделать пас. Футболист и тренер Александр Пономарёв в газете «Советский спорт» (выпуск от 20 апреля 1966 года) отмечал заряженность Бышовца на удар, его стремление «получить мяч на передней линии, найти активную позицию для удара», но утверждал, что Бышовец слишком неохотно расставался с мячом и подолгу «мусолил» его, желая сыграть более оригинально. Бышовцу также доставалось за чрезмерный индивидуализм и от Маслова. При этом футболист объяснял свои действия тем, что со времён обучения не любил «скучные» занятия по тактике, считая, что та сковывает инициативу игрока: упражнения по отработке технических приёмов казались ему куда более интересными. Со временем Бышовец стал больше ценить коллективную игру, но был убеждён, что тактика не должна «съедать» индивидуальность игрока. У него возникало желание в одиночку обыграть защитников и выйти против вратаря. Из команды его не исключали только потому, что он постоянно забивал голы. Признавая свою склонность к индивидуализму, Бышовец говорил, что прекрасно понимал все требования учителей, однако не мог ничего поделать, как только получал мяч.
Бышовец высоко отзывался обо всех известных советских игроках, с которыми выступал за свою карьеру, в том числе о Валерии Воронине, Альберте Шестернёве, Валентине Иванове, Льве Яшине и Эдуарде Стрельцове. По его словам, Эдуард Стрельцов и Лев Яшин были великими игроками «без всякой позы и снобизма».
По опросу газеты «Украинский футбол», проведённому на стыке 2000 и 2001 годов, Бышовец вошёл в запасной состав символической сборной Украины XX века.

## Тренерская карьера

### Юношеская сборная СССР
После завершения игровой карьеры Бышовец занялся тренерской деятельностью, начав в 1974 году свою работу на посту тренера СДЮШОР киевского «Динамо» и приняв группу детей 1963 года рождения В этой школе он проработал до 1985 года, став позже старшим тренером и директором групп подготовки, а затем и директором всей школы. В 1978 году тренируемая им юношеская команда киевского «Динамо» стала победителем Всесоюзных соревнований среди специализированных футбольных школ, а в 1980 году юношеская сборная УССР завоевала «Кубок надежды».
В 1982 году по инициативе начальника управления футбола при Спорткомитете СССР Вячеслава Колоскова Бышовец был приглашён на должность главного тренера юношеских сборных УССР и СССР. Под его руководством сборная СССР, составленная из игроков не старше 16 лет, стала серебряным призёром чемпионата Европы 1984 года, уступив команде ФРГ. Бышовец был автором ряда статей о методике подготовки футболистов и выступал за то, чтобы динамовские команды выступали в первенстве Киева против команд, которые были на год старше, за что в своё время подвергался критике со стороны тренеров и федерации.
В 1986 году юношеская сборная СССР выиграла Мемориал Гранаткина, одержав победу со счётом 3:1 над сверстниками из ФРГ, которыми на том турнире руководил Берти Фогтс. В это же время из управления футбола Спорткомитета СССР от имени Вячеслава Колоскова Бышовцу поступило предложение возглавить олимпийскую сборную. Хотя кандидатов на пост тренера было достаточно много, в итоге одобрили кандидатуру Бышовца: по словам Анатолия Фёдоровича, очень многое решило мнение Николая Русака, в то время находившегося на посту первого заместителя председателя Комитета по физической культуре и спорту при Совмине СССР. Бышовец отправился в том же году в Новую Зеландию с командой, представленной как «сборная клубов СССР», для проведения подготовки и организации первых встреч.

### Олимпийская сборная СССР

#### Отборочный цикл
В олимпийской сборной у Бышовца с Лобановским назрел очередной конфликт в связи с распределением игроков по сборным. Перед товарищеским матчем против Чехословакии, который должен был пройти 8 сентября 1987 года, из олимпийской сборной в расположение основной уехали шесть человек: Бышовец попросил Лобановского дать каждому сыграть по тайму в этих встречах. Согласно известным данным, 29 августа 1987 года в игре против Югославии (победа 1:0) сыграли четыре «олимпийца» (Виктор Лосев, Евгений Яровенко, Алексей Михайличенко и забивший гол Игорь Добровольский), 9 сентября в игре против Франции (ничья 1:1) на поле вышли три «олимпийца» (Игорь Добровольский, Виктор Лосев и забивший гол Алексей Михайличенко), а 23 сентября в игре против Греции (победа 3:0) на поле вышли снова те же четверо игроков олимпийской сборной. В то же время олимпийская сборная, выступавшая ослабленным составом, проиграла в товарищеском матче Чехословакии 0:1, а Бышовцу сообщили заведомо ложную информацию, что Лобановский не выпустил на поле никого из олимпийцев. Хотя это не соответствовало истине, на совещании тренеров Спорткомитета СССР Бышовец выразил своё недовольство поведением Лобановского и потребовал, чтобы олимпийская сборная Бышовца и основная сборная Лобановского находились в равных условиях, но при этом были отделены друг от друга (игроки сборных не должны были пересекаться и делегироваться в команды друг друга). Лобановский, по словам Бышовца, не простил такого поступка и заявил, что больше общаться с Бышовцем он не будет.
Олимпийская сборная СССР по футболу, несмотря на этот скандал, успешно квалифицировалась в финальный этап турнира сеульской Олимпиады. В ходе отборочного цикла сборная СССР продемонстрировала не только высокий уровень функциональной и тактической подготовки, но и морально-волевые качества: проигрывая сборной Швейцарии 0:2 в гостях, команда забила четыре безответных мяча и вырвала победу. Советские игроки обошли в группе Болгарию, в составе которой выступали такие будущие звёзды, как Христо Стоичков, Любослав Пенев, Красимир Балаков, Илиян Киряков и Трифон Иванов, а также серьёзную команду Норвегии. По ходу турнира Бышовец пригласил в ряды олимпийской сборной, по своей оценке, «человек пятьдесят—шестьдесят», чтобы продублировать все позиции, сохранить игровую систему и не нарушить микроклимат. Поддерживая дисциплину и занимаясь физической и тактической подготовкой, Бышовец следил за используемыми игроками препаратами. В ходе подготовки ему пришлось отказаться от выставления в основной состав сборной Вадима Тищенко, поскольку при лечении его повреждённого колена использовались запрещённые препараты (по мнению Бышовца, Тищенко мог кто-то «подставить»).

#### Выступление в Сеуле
Перед олимпийским футбольным турниром в Сеуле Бышовец встретился с папой римским Иоанном Павлом II, с которым провёл личную беседу, а после разговора понтифик благословил олимпийскую сборную СССР и пожелал ей успехов. Команда СССР, несмотря на нулевую ничью с хозяевами турнира в первом туре, обыграла Аргентину и США в последующих встречах и вышла в плей-офф (Бышовец оперативно сумел внести нужные корректировки после невнятной первой игры). В четвертьфинале сборная СССР победила Австралию со счётом 3:0, а в полуфинале обыграла в дополнительное время Италию со счётом 3:2 (в составе итальянцев выступали такие звёзды, как Чиро Феррара, Андреа Карневале, Альбериго Эвани, Массимо Криппа и Массимо Мауро). В финале, который состоялся 1 октября 1988 года, советским футболистам противостояла Бразилия, выигравшая все три матча группового этапа с суммарным счётом 9:1 и обыгравшая на пути к финалу сборные Аргентины и ФРГ. В составе бразильской сборной выступали будущие чемпионы мира 1994 года Таффарел, Ромарио, Бебето и Жоржиньо, а некоторые из её игроков уже приобрели опыт выступлений в составе основной сборной в 1987 году, когда ею руководил Карлос Алберто Силва, — тогда основная сборная Бразилии провела в Европе матчи против национальных сборных Англии, Ирландии, Шотландии и Финляндии.
Перед началом финального матча Бышовец, направляясь с командой в советскую раздевалку и проходя мимо бразильской раздевалки, услышал оттуда громкий смех и веселье, что немного обескуражило советскую команду. Но тренер попросил игроков не реагировать никоим образом на поведение бразильцев, объяснив, что только игра покажет, кто будет достоин отмечать победу с таким весельем. По ходу матча советская команда действовала достаточно активно, изыскивая любую возможность для взятия ворот. Хотя счёт на 29-й минуте открыл Ромарио, советская команда продолжала борьбу и добилась своего, сравняв счёт на 60-й минуте после гола с пенальти в исполнении Игоря Добровольского. После того, как у бразильцев на поле вышел Паоло вместо Бебето, южноамериканцы пошли вперёд, однако советская оборона выстояла остаток второго тайма. Игра перешла в овертайм, в котором советская команда умело распорядилась возможностями для контратаки: на 105-й минуте после скидки Владимира Лютого в контратаку убежал Юрий Савичев, забивший победный гол. Несмотря на попытки бразильцев сравнять счёт, советская сборная удержала победу и завоевала золотые медали Олимпиады. По словам самого Савичева, перед финальной игрой Анатолий Бышовец напутствовал советскую сборную следующими словами: «Серебро — это хорошо. Но запомните — по-настоящему блестит только золото».
Всего Анатолий Бышовец провёл с олимпийской сборной СССР 14 официальных встреч в ходе олимпийской кампании, в которых сборная не потерпела ни одного поражения, забив 25 мячей и пропустив всего семь. Бышовец называет своим высшим достижением на тренерской должности именно победу в Сеуле. По его словам, ту Олимпиаду очень хорошо провели Алексей Михайличенко, Игорь Добровольский и Виктор Лосев; в то же время он выделял Владимира Лютого и Владимира Татарчука, которые по КПД стояли «не ниже», а также хвалил игравших в центре Гелу Кеташвили и Сергея Горлуковича. В благодарность каждый из игроков получил от футбольного руководства страны премию в размере 6 тысяч долларов США и 12 тысяч советских рублей; все игроки также получили звания «заслуженных мастеров спорта СССР». Игроки возвращались одним рейсом с баскетбольной сборной, также завоевавшей золотые медали на Олимпиаде.

### «Динамо» Москва
До и после олимпийского успеха Бышовец работал в московском «Динамо», будучи с 1986 года по октябрь 1987 года старшим тренером центрального совета «Динамо» и курируя «динамовцев» Киева, Тбилиси, Минска и Москвы. По словам Бышовца, ещё в 1983 году он должен был возглавить киевское «Динамо» в связи с командировкой Лобановского в сборную СССР, поэтому даже согласовал состав своего тренерского штаба с кураторами клуба из ЦК КПУ. Тем не менее Лобановский добился назначения Юрия Морозова в качестве наставника, и Бышовец расстроился из-за такого поворота событий. Дела у Морозова на посту главного тренера шли плохо, и команда оказалась на 10-м месте в таблице чемпионата СССР. Бышовца как куратора должны были отправить в Киев для выяснения причин назначения Морозова и его провальных результатов, однако тот уговорил Бышовца отменить поездку.
В ноябре 1987 года в отставку ушёл Эдуард Малофеев, у которого разладились отношения с руководством — Малофеев не принимал ни идею работать в паре с Валерием Лобановским в сборной СССР, ни идею работать в паре с Бышовцем в клубе. Через месяц было объявлено о том, что Анатолий Бышовец будет назначен главным тренером московского «Динамо», при том, что серьёзного опыта работы с клубными командами он не имел никогда. На предолимпийскую подготовку в Южную Корею Бышовец не поехал, оставшись с московским «Динамо» (сборную повёз его помощник Владимир Сальков): несмотря на серьёзные перегрузки, вызванные совмещением клубной работы с работой в сборной, «Динамо» осталось в Высшей лиге в 1988 году и затем начало постепенное восхождение к верхней части турнирной таблицы чемпионата СССР. В тренерском штабе Бышовца работали: в 1988 году — Адамас Голодец, в 1989—1990 годах — Семён Альтман и Николай Гонтарь, а также присоединившийся к двум последним в 1990 году Александр Кукушкин.
Фактически Бышовец проработал как «чистый» клубный тренер только полтора года, поскольку совмещение постов отнимало у него много сил. Его селекционная и учебно-тренировочная работа оставила смешанное впечатление. Так, в основе команды закрепились вратарь Александр Уваров, игроки дублирующего состава Андрей Чернышов, Вячеслав Царёв и Андрей Сметанин, а также пришедшие из других клубов Евгений Долгов, Роман Пилипчук, Евгений Смертин и Сергей Деркач. В то же время в команде появились случайные игроки, уступавшие по мастерству многим дублёрам и внёсшие в команду дух прагматизма и безразличия к устоям и традициям команды; ряд игроков во главе с Сергеем Овчинниковым, Равилем Сабитовым, Александром Смирновым, Сергеем Дмитриевым и Александром Бородюком ушёл из команды. Практика показала, что Бышовец ставил на игроков и тренеров, с которыми либо был хорошо знаком с юных лет, либо доверял им как друзьям. Стена взаимного недоверия между тренерским штабом команды и руководством спортивного общества росла: и те, и другие по-разному оценивали задачи и требования к коллективу, а позже этот конфликт усугубился уже при преемнике Бышовца Семёне Альтмане.
Впрочем, в 1990 году положение московской команды в чемпионате СССР было очень и очень сильным. 5 апреля 1990 года Анатолий Бышовец провёл гостевой матч против киевского «Динамо», одержав первую и единственную победу над Валерием Лобановским в своей карьере: москвичи победили со счётом 1:0. К концу первого круга «Динамо» находилось всего в двух очках от первого места, а вскоре и вовсе заняло это место, однако в августе того же года Бышовец принял решение покинуть клуб ради сборной СССР, доверив клуб Семёну Альтману. Позже в клубе произошёл скандал, когда руководство вознамерилось назначить Константина Бескова вместо Альтмана: болельщики и игроки стали писать гневные письма с призывом не снимать Альтмана, причём многие полагали, что эти массовые акции были организованы по указке Бышовца. В итоге Альтмана оставили, а московские «динамовцы» финишировали третьими благодаря голу Игоря Колыванова в Волгограде за несколько минут до конца матча последнего тура. Чемпионом страны стало киевское «Динамо», но Бышовец считал, что своей победой в апреле над киевлянами он сумел испортить чемпионский сезон Лобановскому.

### Сборная СССР / СНГ

#### Отбор на чемпионат Европы 1992
После провала сборной СССР на чемпионате мира 1990 года Валерий Лобановский ушёл в отставку, а выборы тренера прошли путём голосования на альтернативной основе. После отказа Павла Садырина остались два кандидата: Евгений Кучеревский из «Днепра» и Анатолий Бышовец. В первом раунде по итогам голосования в тренерском совете со счётом 11:9 победил Кучеревский, однако неожиданно были назначены перевыборы среди членов исполкома Федерации футбола СССР, и со счётом 20:10 выборы выиграл Бышовец, став новым тренером сборной СССР по футболу, — как оказалось, последним в её истории. В тренерском штабе Бышовца продолжил работу администратором Сергей Хусаинов, который занимал эту должность ещё при Валерии Лобановском.
Дебютный матч сборной СССР под руководством Бышовца состоялся 29 августа 1990 года против Румынии и завершился поражением 1:2. 9 декабря того же года сборная СССР провела благотворительный матч против «Баварии» (1:1), организованный «Фондом помощи СССР» под патронажем Гельмута Коля, — доходы от матча должны были составить материальную помощь пенсионерам, детям и всем пострадавшим от последствий аварии на Чернобыльской АЭС. Перед игрой команду Бышовца попросили надеть футболки с рекламой, однако Бышовец наотрез отказался это делать, а после матча выплатил игрокам некоторую компенсацию.
Под руководством Бышовца команда СССР вышла в финальную стадию Евро-1992, обойдя в отборочном цикле сильную сборную Италии. Советские игроки в отборочном цикле ни разу не проиграли Италии, а также обыграли прогрессировавшую в те годы Норвегию. В сборной намечалась смена поколений: из команды ушли такие игроки, как Ринат Дасаев, Анатолий Демьяненко и Владимир Бессонов. В отборочном цикле за сборную играли как её ветераны (Олег Протасов, Алексей Михайличенко, Олег Кузнецов, Сергей Алейников), так и представители молодого поколения (Сергей Юран, Андрей Канчельскис, Александр Мостовой и Игорь Шалимов). Основным пунктом программы развития сборной была её подготовка к чемпионату мира 1994 года, а задачу попасть на чемпионат Европы 1992 года Бышовец в принципе не ставил, однако решил дать шанс молодым игрокам сыграть на турнире. Участие в чемпионате Европы 1992 года Анатолий Фёдорович расценивал как первый этап создания команды на длительную перспективу.

#### Сборная СНГ
Несмотря на выход сборной СССР на чемпионат Европы, политические события 1991 года привели к тому, что СССР прекратил существование. Возник риск того, что из-за организационных проблем команду могли и вовсе дисквалифицировать, а её могла заменить занявшая 2-е место в группе Италия. Стараниями Вячеслава Колоскова сборную удалось сохранить на чемпионате Европы: уже несуществующую страну на Евро-1992 представляла сборная СНГ, которая выступала под белым флагом и заключительной частью симфонии № 9 Бехтовена в качестве гимна. Бышовец остался на посту тренера этой сборной, но события неспортивного характера пагубно сказались на подготовке сборной и микроклимате в команде.
В начале 1992 года Бышовец провёл серию контрольных матчей против США (две игры), Сальвадора, Израиля и Испании. В дальнейшем сборная СНГ провела всего два товарищеских матча против Англии и Дании, причём сорвались товарищеские игры против Ирландии и Португалии. Матч против Дании, которая в итоге выиграла чемпионат Европы, состоялся за неделю до турнира и завершился вничью. В период подготовки к турниру и финального этапа сборная СНГ потеряла сразу пятерых игроков из-за травм: до приезда сборной в Швецию травмировались Василий Кульков, Александр Мостовой и Дмитрий Галямин, не попавшие в окончательную заявку сборной, а уже во время матчей чемпионата Европы травмировались Игорь Шалимов и Игорь Колыванов, что также повлияло на итоговый результат сборной.
Бышовец предполагал, что уровень команды и её результаты против ведущих сборных мира позволяли надеяться на победу на турнире, однако некоторые тренеры и спортивные чиновники выражали серьёзные сомнения в выходе сборной СНГ из группы в связи с жеребьёвкой — в группе с командой СНГ играли Германия (действовавший чемпион мира) и Нидерланды (действовавший чемпион Европы). Политические изменения, связанные с распадом СССР, добавили финансовых и организационных проблем. В некоторых интервью Бышовец утверждал, что именно политические события с лишением флага и гимна стали решающим фактором, повлиявшим на выступление футбольной сборной: подобный тезис, по мнению журналистов, не выдерживал критики, поскольку Объединённая команда сумела занять итоговое первое место на зимних Олимпийских играх в Альбервилле и летних играх в Барселоне даже при таком развитии событий.

#### Финальный этап чемпионата Европы 1992
Непосредственно в финальной части сборная СНГ выступила плохо, сыграв на групповом этапе два раза вничью с Германией (1:1) и Нидерландами (0:0) и проиграв Шотландии (0:3), вследствие чего групповой этап не преодолела, покинув турнир после этой стадии. В первом матче на забитый с пенальти гол Игоря Добровольского немцы ответили в конце игры голом со штрафного в исполнении Томаса Хесслера. Во втором матче против Нидерландов команда СНГ удержала спорную ничью, поскольку судья не засчитал гол Марко ван Бастена из-за ошибочно зафиксированного положения вне игры. Для выхода в плей-офф команде СНГ нужно было обыграть сборную Шотландии, которая потеряла все шансы на выход из группы: при определённых раскладах в параллельной встрече сборную Бышовца могла устроить и ничья. Однако в решающей игре шотландцы уже к 20-й минуте повели со счётом 2:0, забив оба гола из-за неожиданных рикошетов — в первом случае мяч после удара Пола Макстея угодил в штангу и срикошетил в ворота от головы Дмитрия Харина, а во втором случае после удара Брайана Макклера срикошетил в ворота от руки Кахабера Цхададзе, который в момент попадания мяча ещё и получил перелом мизинца. Это деморализовало команду Бышовца: в течение всего матча футболисты сборной СНГ слишком часто ошибались в передачах, а их удары по воротам были крайне неточными. Сделанные в перерыве замены ход игры в целом не изменили, хотя у Игоря Добровольского был голевой момент, а в конце матча шотландцы забили третий гол благодаря пенальти, реализованному Гари Макаллистером.
Сразу же после окончания матча Бышовец сказал игрокам, что вне зависимости от того, продолжится ли их сотрудничество с тренером, на чемпионате Европы его подопечные упустили возможность стать чемпионами. Критикуя игроков за недостаточную самоотдачу, он на пресс-конференции после матча отметил, что поражению способствовали как невезение в эпизодах с первыми двумя голами, так и отсутствие выбывших по разным причинам Игоря Шалимова, Игоря Колыванова (травмы) и Ахрика Цвейбы (дисквалификация), а также отсутствие в заявке ряда травмированных игроков, которые помогали команде выйти на чемпионат Европы. В дальнейшем, говоря о неудаче на Евро, Бышовец сказал, что если и сделал ошибку со своей стороны в выборе состава, то только в том, что не смог совместить игроков старого и нового поколений; при этом он утверждал, что всё равно поступил бы точно так же, если бы имел возможность переиграть турнир. Однако о причинах поражения от Шотландии и событиях вокруг этой встречи в дальнейшем ходила масса слухов вплоть до возможной сдачи матча.
Анатолий Фёдорович полагал, что его сборная как минимум не была слабой, поскольку не проиграла ни немцам, ни голландцам, а если бы она не проиграла Шотландии и вышла в плей-офф, то действительно могла бы побороться за победу в турнире. Основной причиной поражения он считал грубейшую недооценку противника, которой могли способствовать двусмысленные разговоры Вячеслава Колоскова с игроками перед матчем. В одной из бесед, по словам Бышовца, будущий президент РФС заявил «прямым текстом», что игравшие тогда за «Глазго Рейнджерс» игроки сборной СНГ Олег Кузнецов и Алексей Михайличенко якобы «обо всём договорятся» с шотландцами — он пытался внушить игрокам, что шотландцы выйдут на поле немотивированными и даже не будут сопротивляться команде СНГ. Масла в огонь добавил Олег Кузнецов, который спустя несколько лет утверждал, что на разминке перед игрой беседовал с шотландскими одноклубниками и якобы почувствовал от кого-то сильный запах перегара, но версию о «пьяных шотландцах» опровергали как сам Бышовец, так и другие футболисты сборной. В частности, Виктор Онопко утверждал, что на таком уровне играть в нетрезвом состоянии «физически невозможно». Футбольный судья и администратор сборной СНГ Сергей Хусаинов утверждал, что Бышовец якобы просил Алексея Михайличенко и Олега Кузнецова поговорить с шотландскими одноклубниками, но Михайличенко отказался наотрез так поступать. В последующих интервью Бышовец утверждал о подрывной деятельности некоего «предателя в тренерском штабе», повлиявшей на итоговое выступление сборной, однако его имя так и не назвал.
Сама сборная СНГ должна была через три месяца после чемпионата Европы получить определённую сумму премиальных от Федерации футбола СНГ вне зависимости от того, как завершится турнир. Премиальные составляли около 4 миллионов швейцарских франков. Анатолий Бышовец перед стартом турнира добился того, чтобы сборная получила половину от этой суммы немедленно (по 60 тысяч франков на человека), вследствие чего Вячеслав Колосков возмутился таким решением. После увольнения Бышовца из сборной СНГ новую сборную России возглавил уже Павел Садырин, что сам Бышовец назвал «рейдерским захватом» при участии Бориса Игнатьева и Юрия Сёмина. Колосков заявил, что только «время покажет», сможет ли Анатолий Фёдорович вернуться в сборную. В итоге конфликт между Бышовцем и Колосковым продолжался и в последующие годы.

### АЕЛ и сборная Южной Кореи
Провал на чемпионате Европы 1992 года и споры с руководством учреждённого Российского футбольного союза привели к тому, что заключённый с Бышовцем контракт о работе до 1994 года был аннулирован: Колосков предложил провести новые выборы тренера уже сборной России, но Бышовец в них не участвовал. Колосков утверждал, что Бышовец сознательно отказался в пользу желания работать за границей, и пообещал больше не допускать тренера к работе со сборной. Бышовец же обвинял Колоскова не только в неудачах сборной, но и в том, что из-за главы РФС тренер остался без готового контракта с португальской «Бенфикой». После завершения турнира Бышовец уехал отдыхать на Кипр, рассчитывая в дальнейшем заключить контракт с «Бенфикой», но ему предложили поработать с местной лимасолской командой АЕЛ. С этой командой он проработал один год: с задачей сохранения прописки клуба в высшем дивизионе он справился, поскольку клуб занял 7-е место в сезоне 1992/1993. Однако поскольку руководство клуба не было готово к большим финансовым тратам для развития команды, Бышовец решил не продлевать контракт. По словам Бышовца, в команде АЕЛ полноценные контракты были только у легионеров, а кипрские игроки были полупрофессионалами, совмещавшими выступления за клуб с иной работой.
В октябре 1993 года было опубликовано скандальное «Письмо четырнадцати», авторы которого — 14 игроков сборной России по футболу — потребовали отставки Павла Садырина и назначения Анатолия Бышовца, однако эта затея потерпела неудачу. Из 14 игроков семь отозвали свои подписи и вернулись в сборную, оставшиеся семь в итоге не попали в заявку сборной на чемпионат мира 1994 года в США, а Садырин остался на посту тренера. Бышовцу же в том же месяце предложил возглавить сборную России некий криминальный авторитет из «околофутбольных людей», однако Бышовец отклонил предложение, настояв на том, что тренер должен быть независимым. Вышеозначенный человек, со слов Бышовца, позже был застрелен; сам же Бышовец утверждал, что если бы остался у руля сборной, то смог бы выйти из группы на турнире (российская сборная групповой этап преодолеть не смогла). Помощник Садырина и главный тренер сборной России в 1996—1998 годах Борис Игнатьев утверждал, что у Бышовца словно появился какой-то «зуд», выраженный в твёрдом намерении поработать с игроками, которых он прежде готовил и которые выступали уже под руководством Садырина. В том же месяце Бышовцу пришли несколько факсов о предложении со стороны Корейской футбольной ассоциации стать наставником национальной сборной Республики Корея после чемпионата мира 1994 года, которое Бышовец принял. Во время чемпионата он был генеральным консультантом сборной: корейцы заняли 3-е место в группе, не выйдя в следующий этап, однако набрали два очка в трёх встречах, сыграв вничью с Испанией и Боливией и уступив немцам 2:3. При счёте 0:3 корейцы сумели забить дважды, серьёзно обеспокоив тренера немцев Берти Фогтса, который назвал матч своеобразной «Сталинградской битвой», но не успели спасти матч.
После чемпионата мира Бышовец возглавил одновременно и национальную, и олимпийскую сборные Республики Корея. В октябре 1994 года национальная сборная заняла 4-е место на футбольном турнире Азиатских игр: в полуфинале она проиграла команде Узбекистана, тренером которой был Берадор Абдураимов, а в матче за 3-е место потерпела поражение от команды ОАЭ, которую тренировал Валерий Лобановский. В августе 1995 года корейцы выиграли отборочную группу 1 Кубка Азии по футболу, не пропустив ни одного мяча. Олимпийская сборная выступила в финальном турнире Олимпиады в Атланте в июле 1996 года, обыграв во время подготовки со счётом 3:0 олимпийскую сборную России, которой руководили Михаил Гершкович и Гаджи Гаджиев. На Олимпиаде команда Бышовца обыграла сборную Ганы 1:0, сыграла вничью с Мексикой 0:0 и проиграла Италии 1:2, причём это поражение лишило корейцев выхода из группы по дополнительным показателям. Ситуация в матче с Италией при этом была очень схожа с игрой против Шотландии на Евро-1992 — итальянцы уже лишились шансов на выход из группы, а корейцам хватало и ничейного результата, однако оба гола были забиты после неожиданных рикошетов. В итоге по дополнительным показателям Гана опередила Корею и вышла в четвертьфинал. Корейские футбольные функционеры в дальнейшем высоко отзывались о работе Бышовца, а сам тренер говорил, что футбольная ассоциация предоставила ему идеальные условия для работы: полёты бизнес-классом и люкс-номера в гостиницах. В 1996 году Бышовцу предлагали возглавить сборную Украины по футболу, однако он отказался: по его словам, из Кувейта возвращался Валерий Лобановский, который стал бы оптимальной кандидатурой для украинской сборной.

### «Зенит» Санкт-Петербург
22 ноября 1996 года Бышовец сменил на посту главного тренера петербургского «Зенита» Павла Садырина, подписав двухлетний контракт с клубом, — предложение он получил от президента клуба Виталия Мутко. Поиски нового тренера после ухода Павла Садырина вёл директор СДЮШОР «Зенит» Евгений Шейнин, однако идею назначить Бышовца выдвинул футбольный арбитр и администратор сборной СССР Сергей Хусаинов. Ситуация для клуба осложнялась тем, что из команды ушли многие игроки в знак протеста против увольнения Садырина. Бышовец решил выстроить новую команду и пригласил в состав украинского защитника Юрия Вернидуба, будущего капитана клуба, однако в связи с серьёзными кадровыми проблемами играть выходили один из членов тренерского штаба «Зенита» Анатолий Давыдов и его сын Дмитрий. Летом в команду также пришли Василий Кульков, Сергей Герасимец, Геннадий Попович и Александр Горшков. Работа Бышовца осложнялась тем, что Садырин не оставил никаких конспектов.
В 1997 году под руководством Бышовца «Зенит» провёл 39 матчей, в том числе 34 матча в чемпионате России (13 побед, 10 ничьих, 11 поражений), по итогам которого занял 8-е место, и пять матчей в Кубке России (две победы, два поражения, одна ничья в основное время). В команде он проработал де-факто до конца сентября 1998 года в связи командировкой в сборную России и отчасти из-за обострения гастрита. На момент командировки Бышовца в сборную России «Зенит» шёл на первом месте в турнирной таблице, которое впервые за долгое время занял в мае 1998 года. Спортивным директором команды на тот момент был один из сподвижников Валерия Лобановского и наставник Садырина Юрий Морозов, с которым у Бышовца однажды случился серьёзный конфликт: информация о методиках тренировок «Зенита» стала утекать в киевское «Динамо», из-за чего Бышовец потребовал от Морозова немедленно покинуть пост спортивного директора. При формировании команды Бышовцу оказывал определённую помощь Леонид Колтун. С начала 1998 года в «Зените» играли Саркис Овсепян, Александр Бабий, Роман Максимюк и Александр Куртиян. Бышовцу предлагали заключить новый трёхлетний контракт с петербургским клубом, но он отказался от этого предложения. Во время работы в клубе Бышовцу приходилось штрафовать игроков на крупные суммы за отсутствие дисциплины и неуважение к тренерскому штабу и сотрудникам клуба, в том числе и за употребление обсценной лексики. В то же время Бышовец отвергал возможность возглавить сборную России, которая была в «разобранном состоянии».
24 июля 1998 года на исполкоме РФС Анатолий Бышовец неожиданно был избран главным тренером сборной России: его единственный оппонент, Михаил Гершкович, снял свою кандидатуру, сославшись на нежелание общественности и прессы видеть его тренером, а кандидатуру Бышовца лично поддержал вице-премьер Правительства России Олег Сысуев. Бышовец, формально оставаясь тренером «Зенита», обязался на практике не совмещать посты клубного тренера и тренера сборной, хотя официально никакого контракта он не заключал и работал в сборной исключительно до истечения своего клубного контракта. Исполняющим обязанности главного тренера «Зенита» в отсутствие Бышовца стал Анатолий Давыдов, а 22 ноября 1998 года Бышовец окончательно покинул клуб — команда закончила выступление в чемпионате России на итоговом 5-м месте (в сезоне команда провела 30 игр в чемпионате России и две — в Кубке России). Итогом работы Бышовца в «Зените» стали 25 побед, 21 ничья и 18 поражений в чемпионате России; в Кубке России команда одержала три победы, потерпела два поражения и два раза сыграла в основное время матча вничью.
По словам Бышовца, запрет на совмещение должностей тренера «Зенита» и тренера сборной России стал одной из причин неудач «Зенита» в 1998 году. Ему приходилось чаще бывать в Москве и меньше уделять внимание петербургской команде, а трансферные цены на некоторых украинских легионеров вызывали вопросы у акционеров и спонсоров команды. Все тренировки проводил непосредственно Давыдов, хотя Бышовец давал программу на микроциклы и определял состав на игры. По мнению Бышовца, тренер национальной команды в том году был обречён на «вшивое существование» по сравнению с условиями, предлагавшимися «Зенитом». Впрочем, именно подобранный Бышовцем состав помог Анатолию Давыдову с «Зенитом» в 1999 году выиграть Кубок России. Бышовец утверждал, что игроки после финала Кубка звонили ему и поздравляли с победой, а вот звонков от руководства клуба в его адрес по этому поводу не последовало.

### Сборная России
По истечении клубного контракта Бышовца с «Зенитом» Российский футбольный союз планировал заключить с ним соглашение о работе в национальной сборной России до 2002 года: тренер обязывался покинуть сборную, если его команда выступит неудачно в отборочном цикле к чемпионату Европы 2000 года или если ему объявят о недоверии на конференции РФС. В собранный Бышовцем тренерский штаб сборной были включены его помощник Владимир Сальков, который предоставлял прессе нужную информацию о подготовке сборной к матчам, и врач Александр Ярдошвили. Сам Бышовец утверждал, что не ставил перед собой вывести команду на Евро-2000, поскольку она в принципе не могла быть к этому готова, и поэтому готовил её исключительно к чемпионату мира 2002 года — команде предстояла смена поколений. По словам Бышовца, эту перспективу принесли «в жертву решению сиюминутных задач», но как игрок и тренер Бышовец всё же не решился сдавать позиции в отборочном турнире, приняв решение руководить командой до конца отборочного цикла и бороться за победу. При этом президент Российского футбольного союза Вячеслав Колосков всячески выступал против назначения Бышовца на эту должность и пытался это саботировать, однако на итоговое решение назначить Бышовца тренером повлияло прямое указание от лиц, приближённых к президенту Российской Федерации Борису Ельцину.
В сборной России Бышовец проработал всего 149 дней, и под его руководством команда провела шесть матчей, в том числе три матча отбора на чемпионат Европы 2000 года. Все шесть встреч сборная России проиграла, уступив сборным Швеции (0:1), Украины (2:3), Испании (0:1), Франции (2:3), Исландии (0:1) и Бразилии (1:5), забив в этих встречах пять мячей и пропустив 14. До этого и после этого сборная никогда не проигрывала шесть матчей подряд под руководством одного тренера, а до Бышовца серия из поражений подряд никогда не превышала двух игр. С учётом двух последних матчей предшественника Бышовца на посту тренера сборной, Бориса Игнатьева, против сборных Польши (поражение 1:3) и Грузии (ничья 1:1) безвыигрышная серия российской сборной в 1998 году продлилась до восьми матчей. Неудовлетворительным результатам работы Бышовца в сборной России способствовал ряд факторов. В частности, Российский футбольный союз запретил Бышовцу совмещать тренерские должности в клубе и национальной сборной, а президент РФС Вячеслав Колосков из-за давнего конфликта не желал видеть Бышовца во главе сборной, стремясь поставить другого человека. По словам Бышовца, в 1998 году тренеры клубов неохотно отпускали игроков в сборную, а особенно неохотно это делал Олег Романцев, что вылилось в острый конфликт Бышовца с московским «Спартаком» — сборная России провела матчи против Испании и Украины при полном отсутствии «спартаковцев» (в свою очередь, в игре против Франции Бышовец сумел задействовать как бывших, так и действовавших игроков «Спартака»). Для сборной не была предоставлена в те дни нужная инфраструктура отчасти из-за организационных проблем, а отчасти из-за созданных РФС помех. Из-за задержки чартерного рейса на матч против Украины было нарушено расписание команды, вследствие чего Валерий Карпин предъявил ряд претензий в адрес РФС, что Колосков воспринял как атаку со стороны Бышовца.
Ключевую роль в серьёзных организационных проблемах сыграл произошедший 17 августа 1998 года дефолт, приведший к увольнению из РФС почти всех сторонников пребывания Бышовца в сборной. Очередная смена поколений в сборной России привела к тому, что Бышовец постоянно менял и тактические расстановки, и состав команды в каждом следующем матче, а сборная претерпела психологический надлом после первых поражений. Уже на первый матч против Швеции Бышовец вызвал в сборную четырёх ветеранов, которые не играли при его предшественнике Борисе Игнатьеве, и четырёх дебютантов. Во всех матчах он исповедовал оборонительную тактику, но из-за постоянных изменений состава команда лишалась сыгранность и вынуждена была выступать в каждом матче с разным набором игроков. Редким исключением в плане тактики стал матч против Франции, который россияне провели в атакующем, а не в оборонительном стиле: они отыгрались со счёта 0:2, но всё же проиграли 2:3 и чуть не пропустили четвёртый гол с пенальти. Перед игрой с Украиной в рамках отбора на чемпионат Европы Бышовец и вовсе неожиданно прекратил общение с прессой, опасаясь того, что кто-то может тайно передавать информацию сборной Украине или даже «сдать» игру в обмен на вознаграждение.
В течение первых пяти матчей Бышовца в заявке сборной оказались 54 игрока, а в течение первых трёх матчей три игрока вышли на поле в качестве капитанов команды (всего за год с учётом работы Бориса Игнатьева в первой половине года в команде сменилось шесть капитанов). Отчасти причиной провальных игр были травмы ключевых игроков, без которых у команды не прослеживалась игра: найти достойную замену травмированным Бышовец был попросту не в состоянии. При Бышовце в команду на время вернулись звёзды прошлых лет (в том числе чемпионы Сеульской Олимпиады), выступавшие в начале 1990-х и затем выпавшие из обоймы сборной, но также дебютировали игроки будущего костяка сборной конца 1990-х — начала 2000-х, среди которых были Дмитрий Аленичев, Александр Панов, Алексей Смертин (будущий капитан сборной), Егор Титов и Андрей Тихонов, а также будущие бронзовые призёры Евро-2008 Сергей Семак и Игорь Семшов. В дальнейшем Бышовец полагал, что если бы ему дали шанс доработать с командой до конца чемпионата мира 2002 года, то сборная могла бы и преодолеть тогда групповой этап (под руководством Олега Романцева россияне в 2002 году не смогли этого сделать в финальной части мундиаля); он считал, что игроки калибра Алексея Смертина, Дмитрия Хохлова и Андрея Соломатина составят костяк этой команды. Говоря о матчах против команд уровня Испании, Франции и Бразилии, Бышовец называл это «путём наибольшего сопротивления» и говорил о связи полученной в тех матчах информации с последующим ростом уровня таких игроков, как Титов, Аленичев, Семак, Семшов, Смертин и Панов.
В ноябре 1998 года Анатолий Бышовец собирался провести турне по Южной Америке и сыграть матчи против команд Чили, Колумбии и Бразилии, однако чилийцы и колумбийцы предложили неприемлемые сроки, фактически обязав россиян жить после матча с бразильцами за свой счёт. В итоге россияне сыграли только один матч против Бразилии 18 ноября, который формально должны были провести ещё и в качестве ответной встречи после игры 1996 года в Москве (ничья 2:2). Ни у бразильцев, ни у россиян не играли футболисты основного состава, поэтому матч не собрал много зрителей. Встреча началась с 25-минутным опозданием из-за отключения света на стадионе «Кастелан» в городе Форталеза, которое было вызвано тем, что в столб электропередач недалеко от арены врезались два автобуса. Из-за отказа Олега Романцева и Юрия Сёмина отпускать в сборную игроков основного состава и серьёзных физических проблем команда показала невыразительную игру, провалив матч по всем статьям, и проиграли со счётом 1:5, забив единственный гол с пенальти — впервые в новейшей истории россияне проиграли с разницей больше чем в три мяча. По ходу той игры 11 человек дебютировали за сборную России, но для восьми из них этот матч стал единственным в карьере. Команда улетела из Форталезы через пять дней, а за это время игроков сборной успели обворовать местные жители.
20 декабря 1998 года Анатолий Бышовец был отправлен в отставку решением исполкома РФС, на котором был поднят вопрос об отставке тренера. По словам Вячеслава Колоскова, он обещал дать тренеру выступить, однако в решающий момент Бышовца почему-то поблизости не оказалось (сам Бышовец отрицал это, утверждая, что вместе с пресс-атташе сборной Виктором Гусевым находился перед дверью зала заседаний и ждал приглашения), и только потом Бышовцу предоставили 15 минут для выступления, хотя его речь не изменила мнения членов исполкома. Сам Бышовец говорил, что он зашёл без спроса и в крайне нелицеприятной форме высказал всё, что думал о членах исполкома, о Колоскове и о том, что происходило с российским футболом, — а именно об отношении к футболу тех людей, которые присутствовали на заседании.

### «Шахтёр» Донецк
После отставки Бышовец заявил в интервью, что ему придётся с высокой долей вероятности искать работу за границей, поскольку в российских клубах все посты главных тренеров уже были заняты. Ему предлагали работать в «Алании», но он отказался. В интервью от 22 марта 1999 года Бышовец заявил, что его приглашали в Саудовскую Аравию и ОАЭ, однако он отклонил эти предложения, рассчитывая продолжить тренерскую карьеру в России. С 4 апреля по 5 октября 1999 года он возглавлял донецкий «Шахтёр», куда пришёл в сложное время: группа футболистов, поддерживавших предыдущего тренера Валерия Яремченко, встретила нового тренера публичным демаршем.
Под руководством Бышовца команда стала серебряным призёром чемпионата Украины, а 22 мая 1999 года состоялся последний матч между Бышовцем и Лобановским на тренерском уровне — матч донецкого «Шахтёра» и киевского «Динамо», завершившийся вничью 0:0 и предопределивший победу киевлян в чемпионате Украины. Бышовец настоял на предложении пригласить в донецкий клуб преподавателя английского языка, который мог бы помочь команде на случай покупки легионеров или приглашения иностранного специалиста, а также и на случай отъезда игроков за границу в другие чемпионаты. Позже Ринат Ахметов признал правоту предложений Бышовца. Тем не менее, работа в «Шахтёре» и общение с Ахметовым, поддерживавшим некие новые начинания и прогрессивные веяния, длилась у Бышовца недолго их-за неких проблем во взаимоотношениях с игроками и воздействия других тренеров, и в итоге Бышовец вынужден был уйти из команды.
По словам Сергея Хусаинова, Бышовец жаловался ему, что в «Шахтёре» всё было «заточено» под киевское «Динамо»; свой приход в Донецк он считал несвоевременным. Игравший в клубе Геннадий Орбу критически оценивал работу Бышовца, считая, что тот предлагал команде «устарелый» футбол: Бышовец навязывал команде сугубо оборонительный стиль с большим числом защитников против традиционной игры в три защитника, а также запрещал игрокам после тренировок бить по воротам и отрабатывать какие-то упражнения. О самом Бышовце как человеке Орбу отзывался крайне нелицеприятно: по его словам, поражение в Кубке УЕФА от «Роды» со счётом 0:2 предопределило окончательную отставку Бышовца, поскольку Орбу в этом матче в стартовый состав не был поставлен.

### От «Анжи» до «Томи»
В 2001 году Бышовец был тренером-консультантом махачкалинского «Анжи», проработав два месяца (июнь—июль) и заменяя на посту главного тренера болевшего Гаджи Гаджиева. Вознаграждение за работу он не получал, но вывел команду в финал Кубка России. В середине года Бышовец занял пост вице-президента ФК «Химки», в котором работал исключительно на общественных началах, не имея никакого контракта на руках. Бышовец ещё в 2002 году вёл переговоры с московским «Динамо» и санкт-петербургским «Зенитом», однако успехов не добился и уехал в Португалию. В 2003 году он стал главным тренером португальского клуба «Маритиму» из Фуншала, и среди его воспитанников были будущие звёзды португальского футбола — Пепе и Данни. Пепе, по словам Бышовца, нередко благодарил Анатолия Фёдоровича за проделанную работу, поскольку именно тогда смог пробиться в основной состав «Маритиму», а затем и перейти в мадридский «Реал»; Данни же, по словам Василия Кулькова, тогда «вылечился» от «звёздной болезни».
Несмотря на то, что португальский клуб выбрался из «зоны вылета», находясь в какой-то момент на 15-м месте, и занял итоговое 7-е место в чемпионате Португалии, с Бышовцем португальцы не решились продлевать контракт: согласно интервью Анатолия Фёдоровича от 2005 года, его контракт действовал по схеме «1+1», однако действовавший президент клуба вступил в конфликт с Бышовцем, «передумал строить команду» и отказался от идеи борьбы за чемпионство. В октябре 2013 года президент команды Карлуш Перейра заявил, что поводом для увольнения Бышовца стал некий конфликт тренера с Данни, который получил какое-то дисциплинарное наказание и был выведен из состава: руководство выразило явное несогласие с решением Бышовца, настаивая на том, что Данни должен играть. Бышовец опроверг заявления о конфликте с Данни, заявив, что президент нашёл другой повод для увольнения: когда у помощника Бышовца Василия Кулькова умер тесть, Бышовец разрешил Кулькову уехать домой на похороны, однако президент запретил это делать и уволил Кулькова; Бышовец же в знак протеста ушёл из команды, отказавшись работать при таком президенте.
Вернувшись из португальской командировки, Бышовец занял снова пост вице-президента ФК «Химки». Осенью 2004 года ему поступило предложение от председателя попечительского совета московского «Динамо» Сергея Степашина возглавить клуб, однако вскоре предложение было отозвано. Владимир Романов, владелец шотландского футбольного клуба «Хартс», вскоре позвал Бышовца на пост спортивного директора, где Анатолий Фёдорович проработал до мая 2005 года: он утверждал, что был генеральным директором некоего «крупного фонда» Романова, куда входили белорусский клуб МТЗ-РИПО, шотландский «Хартс» и литовский «Каунас». Среди коллег Бышовца по этому фонду были Вальдас Иванаускас, Юрий Пунтус и Джон Робертсон. Романов объявил, что хочет добиться того, чтобы «Хартс» прервал гегемонию «Селтика» и «Рейнджерс», однако Бышовец сказал, что для этого нужны серьёзные вложения и качественная селекция, а результаты могут быть видны не раньше чем через два года. Будучи спортивным директором «Хартс», Бышовец, по его словам, просматривал в Загребе молодого Луку Модрича, однако руководство шотландской команды отказалось от трансфера, поскольку хорват не подходил под силовой футбол «Хартс»; попытка Бышовца купить Модрича для «Локомотива» в сезоне 2006/2007 также окончилась ничем.
После разговора с будущим президентом РФС Виталием Мутко Анатолий Бышовец принял решение вернуться в Россию. В 2005 году Бышовец возглавил «Томь»: за время его работы «Томь» сумела избежать вылета из Премьер-лиги, а в инфраструктуре клуба появились искусственное поле и современная база. В том же году всерьёз рассматривался вариант возвращения Бышовца в «Зенит»: президент банка ВТБ Андрей Костин вёл борьбу с «Газпромом» за право приобрести клуб и обещал назначить Бышовца вместо Властимила Петржелы, однако потерпел неудачу. Помимо этого, спортивный телекомментатор Геннадий Орлов утверждал, что в 2006 году Бышовец меньше суток был главным тренером ФК «Москва»: Бышовец принял предложение возглавить команду от её генерального директора Юрия Белоуса, однако сотрудничества попросту не получилось. Орлов утверждал, что для Бышовца было невыносимо думать, что в клубе может быть человек, обладавший большей властью, нежели главный тренер.

### «Локомотив» Москва

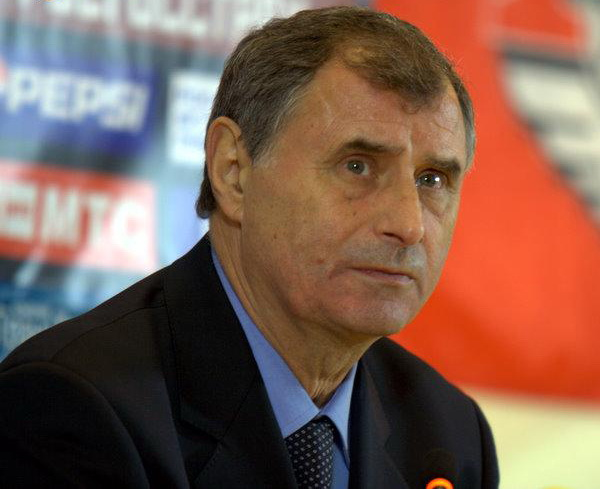
Бышовец в 2007 году

С 26 декабря 2006 года по 13 ноября 2007 года Бышовец был главным тренером московского «Локомотива». Назначая на пост тренера Бышовца, который имел минимальную тренерскую практику в последние годы, президент РЖД Владимир Якунин взял с Бышовца обещание выиграть чемпионат страны; тот, в свою очередь, попросил создать от Якунина все необходимые условия для работы. Бышовец позже говорил, что рассчитывал как минимум увидеть команду в тройке призёров, а как максимум — побороться за победу в чемпионате России. Однако, по словам Анатолия Фёдоровича, в первой половине чемпионата команду начали преследовать неудачи, которые обосновывались слабым резервом команды, ухудшением игровой структуры при замене двух-трёх игроков, а также рядом судейских ошибок; к тому же некоторые из игроков отказывались играть на синтетическом покрытии. Тем не менее руководство ставило перед командой максимальные задачи во всех турнирах с её участием.
По словам Бышовца, в течение всего сезона против него велась беспрецедентная информационная кампания, направленная на его дискредитацию, однако об этом он говорил непрямо, используя очень образные выражения. В частности, Бышовца обвиняли в том, что он требовал с игроков деньги в обмен на попадание в стартовый состав, что сам тренер отрицал. Все проблемы клуба Бышовец объяснял тем, что у команды настали сложные времена, а в её составе происходит перестройка. Так, по итогам игры 18-го тура против московского «Динамо» (ничья 2:2) Бышовец уверял, что на встрече руководителей и членов совета директоров «Локомотива» с командой не было выявлено никаких проблем, и опроверг слухи о своей возможной отставке. Однако при Бышовце клуб выиграл только Кубок России сезона 2006/2007, а по итогам чемпионата России занял 7-е место с 41 очком и не попал в Лигу чемпионов, попасть в которую стояла задача перед началом сезона (проходными были 1-е и 2-е места). Самым скандальным событием за время пребывания Бышовца на посту тренера стал уход из команды Вадима Евсеева и Дмитрия Лоськова, с которыми у Бышовца случился конфликт в первой половине чемпионата России: они крайне негативно отзывались о тренерских методах Бышовца и обвиняли его в ухудшении обстановки в команде; схожие заявления делали и другие футболисты клуба.
Болельщики не простили Бышовцу ни многочисленные поражения команды, ни исключение из состава Лоськова и Евсеева, вследствие чего начали подвергать его обструкции. Так, 27 июня 2007 года во время матча Кубка России между «Локомотивом» и «Уралом» был вывешен баннер, в котором от Бышовца требовали уйти из команды и возглавить московское «Торпедо», которое было принципиальным противником «Локомотива». «Железнодорожники» тот матч проиграли 0:1. Последняя игра «Локомотива» под руководством Бышовца прошла 11 ноября 2007 года, в день заключительного тура чемпионата России, когда «железнодорожники» проиграли «Кубани» со счётом 2:3. На послематчевой пресс-конференции Бышовец в ответ на аплодисменты со стороны приветствовавших его журналистов саркастически заявил «Вы этого добивались, вы это получили». Сразу же он дал крайне лаконичный комментарий к итогам матча:

У меня есть три тезиса. Первое: через два дня после перелёта, после прекрасной игры в Абердине, мы, по объективным причинам, потеряли четырёх человек. В плане физической формы мы не имели преимущества, а игроки, вышедшие на поле, при всем старании, не сумели заменить выбывших. Я вам скажу, что ни в одном травнике, лечебнике и ни в одной энциклопедии нет рецепта борьбы с предательством. Это второе. Третье: вот знаете, есть предел положительным человеческим качествам, но человеческой мерзости нет предела. Спасибо.

Через двое суток были уволены и Бышовец, и занимавший пост президента клуба Юрий Сёмин. Сёмин извинился перед болельщиками за ужасное окончание сезона, но утверждал, что своей вины в этом не чувствует, хотя отставка Сёмина многими расценивалась как неожиданная в связи с «культовым» статусом Юрия Павловича. Свою последнюю пресс-конференцию Бышовец не комментировал никоим образом, лишь констатировав, что предвидел свою отставку после окончания чемпионата и что всё, что произошло в матче против «Кубани», положило конец надеждам на продолжение сотрудничества Бышовца с московским клубом.

### «Кубань» и наше время
В начале 2008 года Анатолий Бышовец официально рассматривался как кандидат на пост главного тренера сборной Украины: по его словам, его кандидатуру поддержали бы «70 % украинских футбольных болельщиков». Тем не менее, позже с сайта сборной Украины фамилию Бышовца в числе кандидатов убрали.
15 октября 2009 года Бышовец стал тренером-консультантом «Кубани», находившейся на 15-м месте в чемпионате, но уже менее чем через месяц, 18 ноября он покинул пост. Предполагалось, что Бышовец получит гонорар за два месяца, однако он получил только половину, уехав за две недели до окончания контракта. Причиной решения Бышовца стало его твёрдое убеждение, что команда не удержится в Премьер-Лиге. В декабре 2010 года было объявлено, что Бышовец стал тренером-консультантом команды «Уфа», однако в итоге эта информация не подтвердилась.
По словам Анатолия Бышовца, в дальнейшем ему поступали разные приглашения от разных команд, однако у него не вызывали желания тренировать ни поставленные командами цели, ни футбольная обстановка. В 2010 году утверждал, что представлял собственную программу Сергею Фурсенко во время подбора кандидатов на пост тренера сборной России. В 2016 году он заявил, что «с тренерской деятельностью не закончил», однако возглавлять команды, которые борются за сохранение прописки в каком-либо дивизионе, не желал. С 2017 года Бышовец входит в Технический комитет Российского футбольного союза. В 2022 году Бышовец повторил, что не завершил свою тренерскую карьеру и ждёт выгодных предложений.

## Статистика

### Игровая
| Выступление      | Выступление      | Выступление      | Лига | Лига | Кубок | Кубок | Суперкубок | Суперкубок | Еврокубки | Еврокубки | Итого | Итого |
| Клуб             | Лига             | Сезон            | Игры | Голы | Игры  | Голы  | Игры       | Голы       | Игры      | Голы      | Игры  | Голы  |
| ---------------- | ---------------- | ---------------- | ---- | ---- | ----- | ----- | ---------- | ---------- | --------- | --------- | ----- | ----- |
| Динамо (Киев)    | Высшая лига      | 1964             | 1    | 0    | 1     | 0     | 0          | 0          | 0         | 0         | 2     | 0     |
| Динамо (Киев)    | Высшая лига      | 1965             | 5    | 1    | 0     | 0     | 0          | 0          | 0         | 0         | 5     | 1     |
| Динамо (Киев)    | Высшая лига      | 1966             | 32   | 19   | 4     | 2     | 0          | 0          | 0         | 0         | 36    | 21    |
| Динамо (Киев)    | Высшая лига      | 1967             | 19   | 9    | 2     | 0     | 0          | 0          | 4         | 2         | 25    | 11    |
| Динамо (Киев)    | Высшая лига      | 1968             | 15   | 4    | 0     | 0     | 0          | 0          | 0         | 0         | 15    | 4     |
| Динамо (Киев)    | Высшая лига      | 1969             | 15   | 7    | 1     | 0     | 0          | 0          | 4         | 1         | 20    | 8     |
| Динамо (Киев)    | Высшая лига      | 1970             | 21   | 5    | 2     | 1     | 0          | 0          | 0         | 0         | 23    | 6     |
| Динамо (Киев)    | Высшая лига      | 1971             | 17   | 0    | 3     | 0     | 0          | 0          | 0         | 0         | 20    | 0     |
| Динамо (Киев)    | Высшая лига      | 1972             | 13   | 4    | 0     | 0     | 0          | 0          | 1         | 0         | 14    | 4     |
| Динамо (Киев)    | Высшая лига      | 1973             | 1    | 0    | 0     | 0     | 0          | 0          | 0         | 0         | 1     | 0     |
| Динамо (Киев)    | Итого            | Итого            | 139  | 49   | 13    | 3     | 0          | 0          | 9         | 3         | 161   | 55    |
| Всего за карьеру | Всего за карьеру | Всего за карьеру | 139  | 49   | 13    | 3     | 0          | 0          | 9         | 3         | 161   | 55    |

1. ↑  Вариант написания и произношения фамилии в начале карьеры — Бы́шевец[9]
2. ↑  Серия из шести поражений при Бышовце не является самой длинной серией игр сборной без побед (то есть с учётом ничейных результатов), проведённой под руководством одного тренера: в 2018 году антирекорд установил Станислав Черчесов, проведя во главе сборной России семь матчей подряд без побед (четыре поражения и три ничьи)[82].

### Тренерская
| Олимпийская сборная СССР             | СССР             | Март 1986       | Октябрь 1988     | 14  | 11  | 3  | 0   | 78,57 |
| Динамо (Москва)                      | СССР             | 1 ноября 1987   | 11 июля 1990     | 100 | 37  | 33 | 30  | 37    |
| Сборная СССР / Сборная СНГ           | СССР / СНГ       | 1 августа 1990  | 18 июня 1992     | 28  | 12  | 11 | 5   | 42,86 |
| АЕЛ (Лимасол)                        | Кипр             | 1 июля 1992     | 30 июня 1993     | 26  | 9   | 6  | 11  | 34,62 |
| Сборная Республики Корея             | Республика Корея | 24 июля 1994    | 26 февраля 1995  | 16  | 8   | 4  | 4   | 50,00 |
| Олимпийская сборная Республики Корея | Республика Корея | 1995            | 1996             | 3   | 1   | 1  | 1   | 33,33 |
| Зенит (СПб)                          | Россия           | 23 ноября 1996  | 24 сентября 1998 | 64  | 25  | 21 | 18  | 39,06 |
| Сборная России                       | Россия           | 24 июля 1998    | 20 декабря 1998  | 6   | 0   | 0  | 6   | 00,00 |
| Шахтёр (Донецк)                      | Украина          | 1 апреля 1999   | 30 сентября 1999 | 26  | 13  | 6  | 7   | 50,00 |
| Маритиму                             | Португалия       | 23 марта 2003   | 1 июня 2003      | 9   | 5   | 1  | 3   | 55,55 |
| Томь                                 | Россия           | 7 августа 2005  | 19 ноября 2005   | 12  | 5   | 3  | 4   | 41,67 |
| Локомотив (Москва)                   | Россия           | 26 декабря 2006 | 12 ноября 2007   | 42  | 19  | 10 | 13  | 45,23 |
| Всего                                | Всего            | Всего           | Всего            | 345 | 145 | 97 | 103 | 42,02 |

## Достижения

### Игрок
Динамо (Киев)
- Чемпион СССР (4): 1966, 1967, 1968, 1971[31]
- Серебряный призёр Чемпионата СССР: 1969[12], 1972[8]
- Обладатель Кубка СССР: 1966[31][8]

Личные достижения
- В списке 33 лучших футболистов сезона в СССР: 1966 (№ 1), 1967 (№ 2), 1968 (№ 3), 1969 (№ 1), 1970 (№ 3), 1971 (№ 1)[8]
- Номинант на приз футболисту года в СССР: 1967 (3-е место, набрал 31 балл)[131]
- Лучший бомбардир сборной СССР на чемпионате мира: 1970 (4 гола)[20]
- Один из обладателей приза «Лучшие дебютанты сезона»: (1965)

### Тренер
Сборная СССР
- Олимпийский чемпион: 1988[31]

Сборная СССР (до 16)
- Серебряный призёр чемпионата Европы: 1984[8]

Динамо (Москва)
- Бронзовый призёр чемпионата СССР: 1990[8]

Шахтёр (Донецк)
- Серебряный призёр чемпионата Украины: 1998/99[10]

Локомотив (Москва)
- Обладатель Кубка России: 2006/07[113]

## Награды
- Орден Трудового Красного Знамени (1989)[8]
- Орден Почёта (1997)[8]
- Почётная грамота Томской области (16 ноября 2005 года) — за большой личный вклад в успешное выступление футбольного клуба «Томь» в чемпионате России по футболу и высокий профессионализм[132].

## Тренерский стиль

### Организационная работа
Анатолий Фёдорович обладал большим тренерским опытом, который обрёл благодаря своей большой педагогической деятельности с самого начала работы в СДЮШОР киевского «Динамо». Он утверждает, что детскому тренеру необходимо обладать большими знаниями о физиологии и детском развитии, чтобы правильно построить обучение с учётом возрастных особенностей. Во время своей работы он публиковал материалы о методике подготовки юных игроков. Одной из известных статей стала публикация «Детско-юношеский футбол: от сложного к простому», в которой Бышовец предлагал играть динамовским командам в первенстве Киева против команд на год старше, чтобы обеспечить прогресс. Публикация привела к серьёзному спору с Валерием Лобановским и представителями научной группы в школе: в дальнейшем Бышовец делал всё, чтобы отстоять свою идею.
Бышовец был достаточно требовательным тренером: когда на мемориале Валентина Гранаткина младшая сборная СССР обыграла старшую сборную СССР со счётом 1:0 и не пустила ту в финал, это стало потрясением для многих, но не для Бышовца, который считал, что имела место игра в поддавки, и отмечал серьёзные недостатки в обороне и атаке. Бышовец говорил, что критиковал своих игроков в случае, если к перерыву они вели 1:0 и 2:0, ведя с ними разговор «на повышенных тонах». Имея определённый авторитет, Бышовец умел добиваться того, чтобы его команде предоставляли все необходимые для тренировок условия: во время отбора на Олимпиаду в Сеуле он добился того, чтобы игроки основной и олимпийской сборных имели равные условия для подготовки и чтобы игроки из этих команд не пересекались. Совмещая нередко обязанности клубного тренера и тренера сборной, Бышовец тратил много сил, вследствие чего считал для себя важной тренерской способностью умение «держать удар» после малейшей неудачи. Впрочем, его навыки работы с руководством не всегда оказывались достаточными для того, чтобы не только обеспечить себе необходимые условия работы, но и вообще остаться на посту тренера.

### Тактическая подготовка

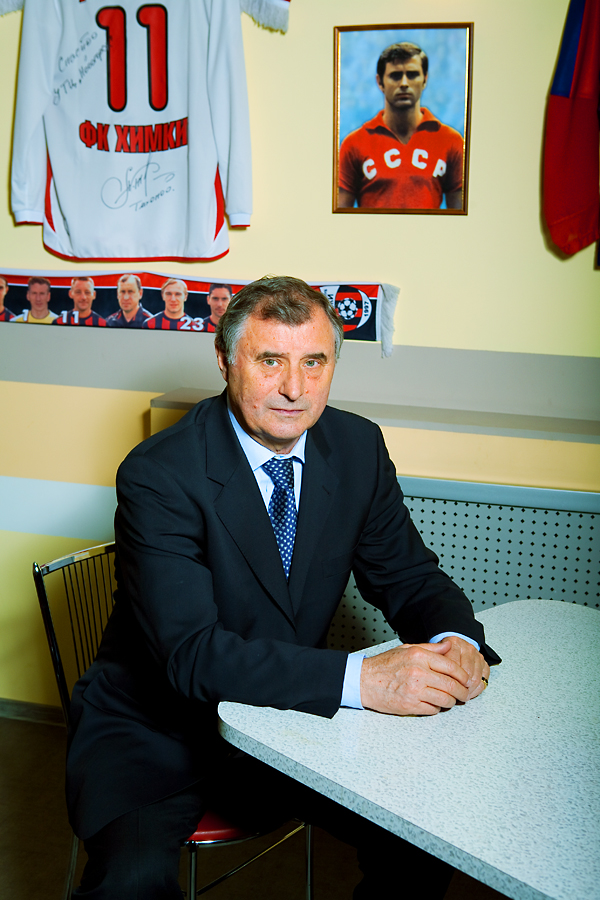
Бышовец в 2010 году

Работая тренером, Бышовец почти всегда использовал оборонительную тактику в матчах своих команд. Иногда он выставлял в оборону до шести человек и отправлял в группу атаки тех игроков, у которых не было навыков игры в передней линии атаки: подобный стиль игры был характерным для сборной России в 1998 году. В «Зените» Бышовец и вовсе играл без центрального нападающего, отправляя в группу атаки Александра Куртияна, которому помогали с краёв Роман Максимюк и Сергей Герасимец. По словам Бышовца, расстановку и тактику команда выбирала, исходя только из умений её игроков, однако в чемпионате России «Зенит» при этом умудрялся наносить поражения действовавшему чемпиону, «Спартаку». Работая в сборной России, Бышовец в матче против Швеции в качестве эксперимента выдвинул Игоря Добровольского, традиционно игравшего роль плеймейкера, на позицию «либеро» (свободного защитника). Это решение Бышовца произвело положительное впечатление на экспертов, которые ждали, что в следующем матче против Украины Добровольский будет играть именно на этой позиции. Однако в той встрече он на поле не вышел: по официальным заявлениям, ему помешала травма колена. В целом Бышовца часто критиковали за игру от обороны, хотя именно контратакующий стиль игры принёс советской сборной победу в финале Олимпиады в Сеуле над Бразилией, а на чемпионате Европы 1992 года сборная СНГ, играя от обороны, не уступила в матчах против Германии и Нидерландов. В то же время в отборе к Евро-2000 именно индивидуальные ошибки российских игроков в обороне привели к шести пропущенным голам в первых двух матчах и закономерным поражениям.
Атакующий стиль игры у команд Бышовца не был чётко сформирован и отлажен. Так, комментируя игру олимпийской сборной СССР в Сеуле, чемпион Европы 1960 года Виктор Понедельник отмечал, что лучшие сборные той Олимпиады хоть и уступали по классу участникам чемпионата Европы 1988 года, но на турнире отошли от традиционных тактических схем. В частности, все наступательные манёвры команд имели цель обострения игры и создания угрозы воротам соперника, причём атакующие действия были намного более чётко организованы, сочетая в себе скоростную технику и острые пасы под завершающий удар. Примером такого действия у команды Бышовца был голевой пас Владимира Лютого на выход Юрию Савичеву в тот момент, когда сборная СССР забивала победный гол в финальном матче. В отборочном цикле к чемпионату Европы 1992 года сборная СССР также демонстрировала активную игру в обороне, благодаря чему опередила Италию и вышла в финальный этап чемпионата Европы, однако в финальной части Бышовец сосредоточил все усилия на пассивной обороне, которая выстояла в первых двух встречах против Германии и Нидерландов, но не сработала должным образом в игре с Шотландией.
В отборочном цикле к чемпионату Европы 1998 года из-за поражений от Украины в официальной встрече и от Швеции и Испании в товарищеских матчах, в которых атакующие действия россиян смотрелись блекло, Бышовцу пришлось отказаться от оборонительной тактики в канун домашней встречи против Франции и укрепить линию полузащиты так, чтобы возможно было вести игру в атакующем ключе (полузащита россиян характеризовалась преимущественно склонностью к созданию атак, а не их разрушению). Результаты этой работы оказались отнюдь не совсем успешными: в домашней игре 10 октября 1998 года против Франции россияне забили дважды, отыгравшись со счёта 0:2, но всё равно проиграли 2:3, поскольку Бышовец вынужден был отойти от своей традиционной игры в обороне. Одним из достижений Бышовца, которое было налажено в сборной России за короткий период работы, стало исполнение стандартных положений: забитые российской сборной четыре гола в матчах против Украины и Франции в отборе к Евро-2000 состоялись исключительно благодаря стандартам. Трижды голы были забиты после подачи от Александра Мостового (два гола Украине и один Франции), а четвёртый он забил со штрафного. При этом до прихода Бышовца со стандартными положениями (как в атаке, так и в обороне) у российской сборной были проблемы. В то же время «с игры» сборная России при Бышовце не отличилась ни разу, что он списывал на чрезмерное расточительство при создании голевых моментов

### Функциональная подготовка
Будучи тренером олимпийской сборной, Бышовец делал большую ставку на атлетизм игроков и тактику, оттачивая у игроков умение бороться за мяч, а также обеспечивая переход от обороны к атаке. Его работу с олимпийской сборной в Корее усложняли климатические условия с иными нагрузками, что заставляло игроков выступать на пределе возможностей. Благодаря своему первому помощнику Салькову он смог решить все организационные вопросы; его врач Орджоникидзе помог подготовить игроков к каждому матчу, а помощник Гаджиев как аналитик обеспечил разбор каждого из соперников. Перед финалом Олимпиады, когда игроки отдыхали на борту теплохода, он провёл на палубе тренировки, организовав игру в «квадрат» и теннисбол через волейбольную сетку.

### Дисциплина и психология
В своих командах Бышовец всегда поддерживал строгую дисциплину. В отборе на Олимпийские игры и во время финального турнира он всячески запрещал игрокам употреблять алкоголь, а перед финалом олимпийского турнира даже отказался отпускать игроков сборной СССР в олимпийскую деревню: он решил не отвлекать игроков от подготовки увеселительными заведениями, а оставил их на теплоходе, где те провели два дня перед финалом, тренируясь и при этом сумев снять напряжение перед игрой. Только после финала Бышовец разрешил игрокам выпить немного шампанского. Работая в сборной России, Бышовец также ограничивал общение команды с прессой, считая, что пока сборная не выйдет на уровень ведущих команд мира, то не сможет позволить себе подобную роскошь. Он не допускал журналистов на тренировочную базу сборной в Новогорске, скрывая сведения о возможном стартовом составе и любые намёки на расстановку. Подобные действия списывали на его чрезмерную подозрительность и страх шпионажа со стороны противника в грядущей встрече. Помимо этого, Бышовец уделял большое внимание психологическому микроклимату в команде: по его словам, ему пришлось отказаться от услуг игроков, обладавших отменными игровыми качествами, но у которых «хромали качества человеческие». Ставя на первое место игру, он старался учитывать способность игроков подчинить себя интересам команды. В «Зените» он ввёл штрафы за употребление нецензурной лексики, тем самым изменив радикальным образом обстановку в команде, при этом на Олимпиаде в Сеуле он сам порой не брезговал ругаться в самые критические моменты, когда его игроки находились в откровенном ступоре.
Как тренер он также стремился заниматься психологической подготовкой игроков и их развитием в других сферах, поскольку и ему самому требовалось заниматься самообразованием во время игровой и тренерской карьеры. Открытая по инициативе Бышовца библиотека в санкт-петербургском «Зените», по его мнению, в какой-то мере помогла Александру Панову избавиться от вредных привычек и стать звездой «Зенита», а также сыграла свою роль в развитии карьеры Алексея Игонина и Анатолия Тимощука. Идею Бышовца нанять донецкому «Шахтёру» преподавателя английского многие изначально воспринимали с юмором, пока в команде не появились легионеры, а тренером не стал Мирча Луческу (Ринат Ахметов в разговоре с Бышовцем признавал правоту таких предложений последнего). Работая в Португалии с «Маритиму», Бышовец нередко вёл разговоры с игроками на тему религии и добродетелей, изменив их менталитет и сформировав базис для успешных выступлений Данни и Пепе. Некоторое время Бышовец также читал лекции тренерам в Высшей школе тренеров, рассказывая о своих принципах тренерской работы.

## Личная жизнь

### Семья
Жена — Наталья, бывшая фигуристка, театровед. Со своей супругой Анатолий Фёдорович познакомился во дворце спорта: в интервью 2011 года он говорил, что они живут вместе уже 40 лет. В 1969 году Наталья впервые посетила футбольный матч, причём это была встреча с «Аустрией», в которой Анатолий Фёдорович забил гол, однако она ушла с трибун после первого тайма. В дальнейшем жена стала чаще посещать матчи.
Есть два сына: старший, Валерий (род. 1972) — генерал-майор таможенной службы, начальник Управления товарной номенклатуры Федеральной таможенной службы Российской Федерации; в прошлом увлекался фехтованием. Младший сын работает в агентстве в Госимуществе, увлекался теннисом и даже был на просмотре у Шамиля Тарпищева. Также у Бышовца есть два внука, которые неравнодушны к футболу. Его дети родились уже к тому моменту, когда Бышовец закончил играть. По словам Бышовца, один из его сыновей учился в одном классе с внуком члена Политбюро В. В. Щербицкого.
Анатолий Бышовец — православный христианин по вероисповеданию, который, по своим словам, более 20 лет ежегодно соблюдает Великий пост, однако в церковь ходит нерегулярно. По его словам, христианская вера во многом помогает ему жить и делать правильный выбор в жизненных ситуациях.

### Увлечения
Анатолий Фёдорович Бышовец владеет, помимо русского, английским и португальским языками — португальский он выучил благодаря помощи Василия Кулькова. В возрасте 21 года Бышовец получил звание младшего лейтенанта, а благодаря четырём победам в чемпионате СССР получил четыре повышения в звании, дослужившись в итоге до звания подполковника милиции. Также он был членом КПСС и отказался сжигать партийный билет, даже несмотря на массовые выходы из партии и последующую волну «сожжения» билетов во время перестройки и распада СССР. До 1986 года жил в Киеве, но после аварии на Чернобыльской АЭС немедленно с семьёй уехал в Одессу, а оттуда перебрался в Москву. Водит автомобиль марки «Mercedes». В 2020 году сказал, что проживает в Новогорске, недалеко от базы футбольного клуба «Динамо» и олимпийской базы.
Бышовец окончил в 1968 году Киевский государственный институт физической культуры. Является известным театралом и эрудированным человеком, любит в свободное время посещать музеи и театры. По его словам, когда он попал в новое окружение во время футбольной карьеры, ему пришлось засесть в библиотеке, чтобы расширить собственный кругозор. Во время работы тренером в «Зените» он приобрёл библиотеку, книги из которой в своё время читали многие известные игроки клуба; во время работы в «Шахтёре» он читал им произведения А. П. Чехова. Нередко на занятиях он рассказывал игрокам о религии, искусстве, литературе и великих людях, а на пресс-конференциях любил приводить различные цитаты и даже читать стихи.
Анатолий Фёдорович рассказывал, что каждый свой день начинает с утреннего плавания и пробежки; помимо посещений концертов и театров, он иногда играет в футбол. Также он регулярно ездит на велосипеде и занимается обычными пробежками. Согласно интервью 2009 года, у него сохранилась игровая техника со времён его карьеры, однако с возрастом значительно уменьшились скорость и выносливость, а наносить удары по воротам он уже не в состоянии; в то же время он поддерживал форму, играя в теннисбол (симбиоз тенниса и футбола).
Бышовец был лично знаком с Владимиром Высоцким. В песне Высоцкого «Разговор с женой после чемпионата мира по футболу» есть следующие строчки, посвящённые игре Бышовца за сборную СССР и за киевское «Динамо» в Кубке европейских чемпионов 1969/1970, когда киевляне играли во втором раунде против «Фиорентины», а тренер сборной Гавриил Качалин высоко оценил игру Бышовца:

Комментатор из своей кабины

Кроет нас для красного словца,

Но недаром клуб «Фиорентина»

Предлагал мильон за Бышовца.

Высоцкий на одной из встреч с Бышовцем и Хмельницким во время гастролей Театра на Таганке рассказал первоисточник фрагмента песни: во время приёма «Фиорентины» в Киеве итальянцы якобы заявили, что хотели бы заполучить такого игрока, как Бышовец. Сам Анатолий Фёдорович говорил, что ему никто не предлагал контракт в «Фиорентине» (тем более на сумму в 1 миллион долларов США), поскольку даже при наличии суммы у итальянского клуба совершить такую сделку с советской командой по идеологическим причинам было просто невозможно: тренерами мысль об отъезде игрока за границу считалась крамольной. Контракт на миллион долларов тех лет мог быть сопоставим с крупнейшими современными контрактами спортсменов, а эта сумма могла быть эквивалентна 60 млн. евро по курсу 2021 года. Среди других деятелей искусства, с которыми так или иначе общался Бышовец, выделялись Олег Табаков, Лев Лещенко и Зураб Церетели. Семья Бышовцев дружила с семьёй футболиста Альберта Шестернёва и его супруги, фигуристки Татьяны Жук.
Сам Бышовец снимался в художественном фильме «Дед левого крайнего» (1973), исполнив роль футболиста Виталия Бессараба, внука главного героя, но называл фильм «бездарным». Также снялся в документальном фильме «Не упасть за финишем» (1976) о проблемах спортсменов, закончивших выступления, а в 2009 году выпустил одноимённую автобиографию.

### Общественная деятельность и позиция
Со времён своего выступления за киевское «Динамо» Бышовец, по собственным словам, очень внимательно относился к людям, у которых не было материальных благ и возможностей, и всячески их поддерживал: работая в петербургском «Зените», он неоднократно просил команду перечислять часть премиальных детям из необеспеченных семей школы «Смена», а средства лично отвозил директору школы. Часть выделенных средств пошла на строительство храма-памятника жертвам блокады Ленинграда. Также Бышовцем была основана детская футбольная школа.
В плане футбольной деятельности Бышовец неоднократно подвергал критике деятельность Российского футбольного союза, выступая против договорных матчей и критикуя селекционную работу: по его словам, в рамках последней для подбора игроков была поставлена крайне низкая планка. Говоря о договорных матчах, Анатолий Фёдорович утверждал, что во время игровой карьеры никогда с ними не сталкивался, а во время тренерской карьеры стал постоянно, но при этом всегда случайно встречаться с подобным явлением. Игроков, замешанных в подобных встречах, он исключал из состава.
Также он выступает за ограничение числа легионеров в чемпионате России, при этом полагая, что легионеры должны иметь крайне высокий уровень профессионализма; также он осуждает использование клубами финансов, заработанных незаконным путём, вне зависимости от их объёма. В 2010 году критически отнёсся к принятию Кодекса чести РФС, заявив, что борьбу против коррупции в футболе надо вести иными способами.

### Отношения с коллегами

#### Вячеслав Колосков
Бышовец иронично о себе говорил, что был «оппозиционным» по отношению к руководству советского и российского футбола, считая, что Федерация футбола СССР и Российский футбольный союз оказывали разрушительное воздействие на советский и российский футбол, которое он называл «крепостным правом в футболе». Нередко его заявления и отстаивания неких приемлемых для него спортивных и общественных качеств не воспринимали всерьёз и даже поднимали на смех, что Бышовец расценивал как открытое выражение страха функционеров сотрудничать с ним. Основным проявлением этого противостояния стал длительный конфликт с главой Федерации футбола СССР и президентом Российского футбольного союза Вячеславом Колосковым, характеризовавшийся несогласием Бышовца по многим вопросам с Колосковым: Бышовец утверждал, что в какой-то момент Колосков попросту перестал работать на футбол.
Предпосылки конфликта были заложены в 1992 году, когда Бышовец прямо обвинил Вячеслава Колоскова в провальном выступлении сборной СНГ на чемпионате Европы. В частности, Колоскову приписывалось заявление о том, что Шотландия заранее откажется от серьёзной борьбы в матче против СНГ. Также Бышовец обвинял руководство базы в Новогорске, где проходили последние тренировки перед отлётом в Швецию, в саботаже подготовки сборной. Конфликт вылился в то, что Колосков искренне не желал видеть Бышовца на посту тренера сборной. При этом сам Бышовец отрицал, что когда-либо считал Колоскова «врагом» или человеком, неспособным руководить РФС. В 2012 году он заявил, что Колосков был, возможно, лучшим главой отечественного футбола за 50 лет.

#### Валерий Лобановский
Отношения Бышовца с Валерием Лобановским были очень сложными и полными противоречий и конфликтов, хотя Бышовец считал их «абсолютно нормальными», называя себя и Лобановского «антиподами», но не считая друг друга врагами. По словам Бышовца, оба тренера полемизировали, всячески отстаивая свою точку зрения, и их взгляды на игру не всегда совпадали. Один из их первых крупных споров вспыхнул на собрании тренеров школы и основного состава киевского «Динамо» в 1970-е годы: представитель научной группы Зеленцов, комментируя статью Бышовца «Детско-юношеский футбол: от сложного к простому», обвинил последнего в ведении бессистемной работы и необходимости переключиться на другую методику. Анатолий Фёдорович, пытаясь защитить своих игроков и тренеров, заявил Зеленцову, что тот не может «ни показать, ни научить, но учит, как учить». По мнению Бышовца, в связи с этим скандалом со стороны Лобановского могла возникнуть «какая-то ревность» и сложиться мысль о том, что Бышовец якобы хочет вытеснить Лобановского из клуба.
Конфликт тренеров снова обострился после того, как осенью 1987 года Бышовец в лицо заявил Лобановскому, что тот сознательно срывал подготовку олимпийской сборной СССР, вызвав шестерых игроков в основную сборную и не поставив их в основной состав вопреки своим же обещаниям, вследствие чего Лобановский заявил ему неприязненно: «Всё, никаких отношений». Сам Бышовец говорил о том, что плохих отношений у него не было ни с Колосковым, ни с Лобановским, а было всего лишь своё отношение к футболу. Еженедельник «Футбол-Хоккей», комментируя победу сборной СССР на Олимпиаде в Сеуле, выражал благодарность наставникам клубных команд, готовивших игроков для сборной, и упомянул в списке наставников и Лобановского, однако сам тренер киевского «Динамо» иронично оценивал победу советской команды на Олимпиаде в Сеуле, называя обыгранную в финале сборную Бразилии «сборной парикмахеров» (Бышовец списывал это заявление Лобановского на банальную зависть). В 1990 году перепалка между тренерами продолжилась, когда Бышовец обвинил Лобановского в провале сборной на чемпионате мира в Италии, заявив, что в связи с Перестройкой и изменениями в общественной жизни игроки стали мыслить по-другому, а тренерский штаб не нашёл к ним подход. Смена менталитета привела к тому, что между игроками и спортивным руководством также возникли трения.
При жизни Лобановского Бышовец нередко обвинял его в организации договорных матчей в пользу киевского «Динамо», называя его «чемпионом мира по договорным матчам», хотя уже после смерти Лобановского всячески старался не говорить о своих прежних обвинениях, утверждая, что откровенно мог на эту тему говорить с Лобановским только лично. По заявлению телекомментатора Алексея Андронова от 2016 года, в мае 2002 года Бышовец, будучи вице-президентом ФК «Химки», уже после кончины Лобановского выступил против организации минуты молчания перед очередным матчем «Химок» в Первом дивизионе ПФЛ. Бышовец, согласно Андронову, обосновал свой протест тем, что Лобановский к российскому футболу никакого отношения не имел.

#### Иные личности
Среди лиц, с которыми конфликтовал или о которых остро высказывался Бышовец, были разные российские тренеры. В частности, он говорил, что оказался «по разные стороны» с Юрием Сёминым ещё в 1987 году и что Сёмин для него не существует ни как тренер, ни как человек. Крайне конфликтными были отношения Бышовца с Павлом Садыриным, что было связано частично с известным «Письмом четырнадцати», в котором группа футболистов сборной России безуспешно требовала назначения Бышовца тренером сборной вместо Садырина, а частично с процедурой увольнения Садырина в 1996 году с поста главного тренера «Зенита» и назначения Бышовца на этот пост, в связи с чем на пресс-конференциях оба тренера неприязненно высказывались друг о друге. В 2003 году Бышовец отзывался о Садырине как о тренере, который готов был добиваться результата любой ценой, что для самого Бышовца было неприемлемым, но при этом отметил бойцовские качества Павла Фёдоровича и назвал его «волевым человеком, которого можно уважать». Также Бышовец враждовал с Олегом Романцевым из-за того, что тот в 1998 году не отпустил «спартаковцев» в распоряжение сборной России и ему пришлось играть ослабленным составом, а назначение Романцева тренером сборной в 1999 году назвал ещё одним «рейдерским захватом». Впоследствии, когда Романцев работал в московском «Динамо», Бышовец не упускал возможности поострить в его адрес.
Из отечественных специалистов Бышовец высоко отзывался в адрес Виктора Маслова, под руководством которого он выступал за киевское «Динамо», тренера сборной СССР Гавриила Качалина, под руководством которого сборная СССР выиграла Олимпиаду в 1956 году и первый чемпионат Европы в 1960 году, а также Михаила Якушина, под руководством которого Бышовец играл на чемпионате Европы 1968 года. Из современных российских тренеров, однако, Бышовец не выделял кого-либо, отмечая утрату советской методики подготовки игроков. Из иностранных специалистов он называл «гениальными» Алекса Фергюсона и Жозе Моуринью. Иностранных специалистов, стоявших во главе сборной России (Гус Хиддинк, Дик Адвокат, Фабио Капелло) он подвергал обильной критике: по словам Анатолия Фёдоровича, хотя Хиддинк всё же добился приемлемого результата со сборной, все средства на оплату услуг иностранных тренеров можно было использовать на улучшение спортивной инфраструктуры Сибири и Дальнего Востока, а в плане методики и системы подготовки сборных иностранцы якобы не принесли россиянам ничего нового.
В интервью 2002 года Бышовец положительно оценивал деятельность таких футбольных функционеров, как Евгений Гинер, Валерий Филатов и Ринат Ахметов, а в 2010 году сказал, что состоит в дружеских отношениях с тренером Гаджи Гаджиевым. Выделяя удачную карьеру своего воспитанника Алексея Михайличенко и его рост до уровня главного тренера сборной Украины, Бышовец при этом в интервью 2009 года сказал, что не общается с ним из-за инерции того, что происходило в киевском «Динамо». Анатолий Фёдорович также неоднократно рассказывал о знакомствах со многими зарубежными специалистами и функционерами: так, в 1991 году после товарищеского турнира Кубка вызова с участием СССР, Англии и Аргентины он позволил себе выпить с наставником клуба «Манчестер Юнайтед» сэром Алексом Фергюсоном, который заинтересовался возможностью приобретения Андрея Канчельскиса; в том же году в знак благодарности за подготовку Алексея Михайличенко, выигравшего в составе «Сампдории» чемпионат Италии, президент этого клуба Энрико Мантовани отправил Бышовцу по почте золотую медаль, вручаемую чемпионам Серии А.